# Chronologie de l'État de Venise
La chronologie de Venise, présente les principaux faits de l'histoire de Venise,  de sa formation en tant que ville, puis en tant qu'État indépendant et souverain (697) jusqu'à la chute de ce régime, le 9 mai 1797.

## Chronologie

### De la fondation de la cité aux premiers doges
- Ve siècle : les invasions de Goths d'Alaric Ier et des Huns d'Attila, poussent les populations locales, composées de Vénètes romanisés, à se réfugier sur le site.
- 421 : le 25 mars serait le jour de la fondation de Venise d'après la tradition, sans aucun document à l'appui. C'est le jour où trois consuls seraient venus de Padoue pour fonder un comptoir sur une des îles du Rialto et jeter les bases de l'église San Giacomo di Rialto (mais l'église actuelle ne remonte qu'au IXe siècle).
- 452 : la ville de Venise est fondée par des réfugiés de Padoue et d'Aquilée qui fuient les Huns.
- 466 : les représentants de ces communautés décident l'élection annuelle de Tribuns pour un système rudimentaire de gouvernement.
- 476 : fin de l'Empire romain d'Occident : Venise reste sous la protection de celui d'Orient.
- 480 : assassinat du dernier empereur romain d'Occident légitime Julius Nepos, exilé depuis 475 et qui ne contrôlait qu'un réduit en Dalmatie. Les premiers Vénitiens restent fidèles à Zénon, empereur romain d'Orient régnant à Constantinople.
- VIe siècle : Venise, dont la flotte est alors la plus puissante de l'Adriatique, commerce entre Ravenne, Constantinople et l'Orient, reprenant progressivement aux Slaves le contrôle de l'Istrie et des îles dalmates.
- 523 : épître de Cassiodore, préfet prétorien, aux tribuns maritimes leur demandant de transporter avec leurs bateaux le vin et l'huile de l'Istrie vers Ravenne.
- 539 : siège de Ravenne par les troupes romaines commandées par Bélisaire. Les Vénitiens accueillent la flotte romaine et participent au blocus maritime.
- 540 : une date particulièrement importante dans l'histoire de Venise : Ravenne est reconquise par les Romains de Bélisaire. Le retour de l'autorité romaine en Vénétie aura des conséquences énormes pour l'avenir de Venise, puisque c'est grâce à cela que Venise pourra progressivement obtenir un statut autonome au sein de l'Empire romain, puis devenir indépendante et bâtir son propre empire. Les Vénitiens se livrent, entre autres, au commerce d'esclaves slaves (origine du mot « esclave ») et orientaux.
- 551 : les Vénitiens aident le successeur de Bélisaire, Narsès, en convoyant par mer un contingent de mercenaires lombards à Ravenne. Narsès pour remercier les Vénitiens aurait fait construire deux églises sur le Rialto, l'église des Saints Géminien et Menna, qui était sur l'actuelle place Saint-Marc, et l'église de Saint-Théodore d'Amasée (ou saint Théodore Tiron), premier saint patron de Venise (la statue de Saint-Théodore terrassant le dragon se trouve sur une colonne de la Piazzetta San Marco, à côté de celle portant le Lion de Saint-Marc).
- 563 : l'Empire romain d'Orient réussit à reprendre aux Germains le contrôle de l'ensemble de l'Italie.
- 567 : création de l'exarchat de Ravenne.
- 568 : les Lombards du roi Alboïn, initialement alliés et mercenaires de Narsès (remercié par l'impératrice Sophie), prennent le contrôle d'une partie de l'Italie : nouvelle migration importante en direction de la lagune. Paulin, archevêque d'Aquilée, quitte sa ville qui a été investie par les Lombards et s'installe à Grado, ville fondée par les refugiés de la invasion hunne. Où il met à l'abri les reliques des saints et des martyrs. Grado était "ad Aquae Gradatae" en temps du romains. Aquilée a fait remonter la fondation de l'évêché à l'évangéliste Marc.
- 579 : le 3 novembre, l'archevêque d'Aquilée, Élie, consacre la nouvelle cathédrale Sainte-Euphème à Grado.
- 588 : inondations dramatiques en Vénétie, bouleversant l'hydrographie de la région maritime.
- 602 : Padoue est prise par les Lombards. Probable destruction d'Altinum.
- 607 : fondation du patriarcat de Grado dans la zone encore romano-byzantine, à la suite de sa séparation du patriarcat d'Aquilée qui est sous domination lombarde. Le patriarcat de Grado est à l'origine du patriarcat de Venise. Le métropolitain de Grado revient sous l'autorité de Rome en 608 et exerce son autorité sur l'Istrie et les lagunes.
- 639 : pose de la première pierre de la cathédrale Santa Maria Assunta de Torcello. La pierre de fondation est le plus ancien texte connu de l'histoire de la Vénétie maritime : Au nom de Notre Seigneur Jésus-Christ, sous le règne d'Héraclius Auguste, année XXVIII, indiction XII, a été entreprise l'église Sainte Marie mère de Dieu et par ordre d'Isacius exarque et patricien...[1]. Le diocèse d'Altinum a été transféré à Torcello en 647.
- 640 : Fondation, au milieu des lagunes, de la ville de Cittanova, appelée Héracliana ou Héraclée en l'honneur de l'empereur Héraclius.
- 643 : le roi des Lombards Rothari détruit la ville d'Oderzo.
- 697 : le patriarche de Grado convoque à Héraclée une assemblée des peuples de la lagune. Il propose de remplacer les douze tribuns par un seul chef. Élection du premier doge (« dux ») de Venise, Paolo Lucio Anafesto[2].

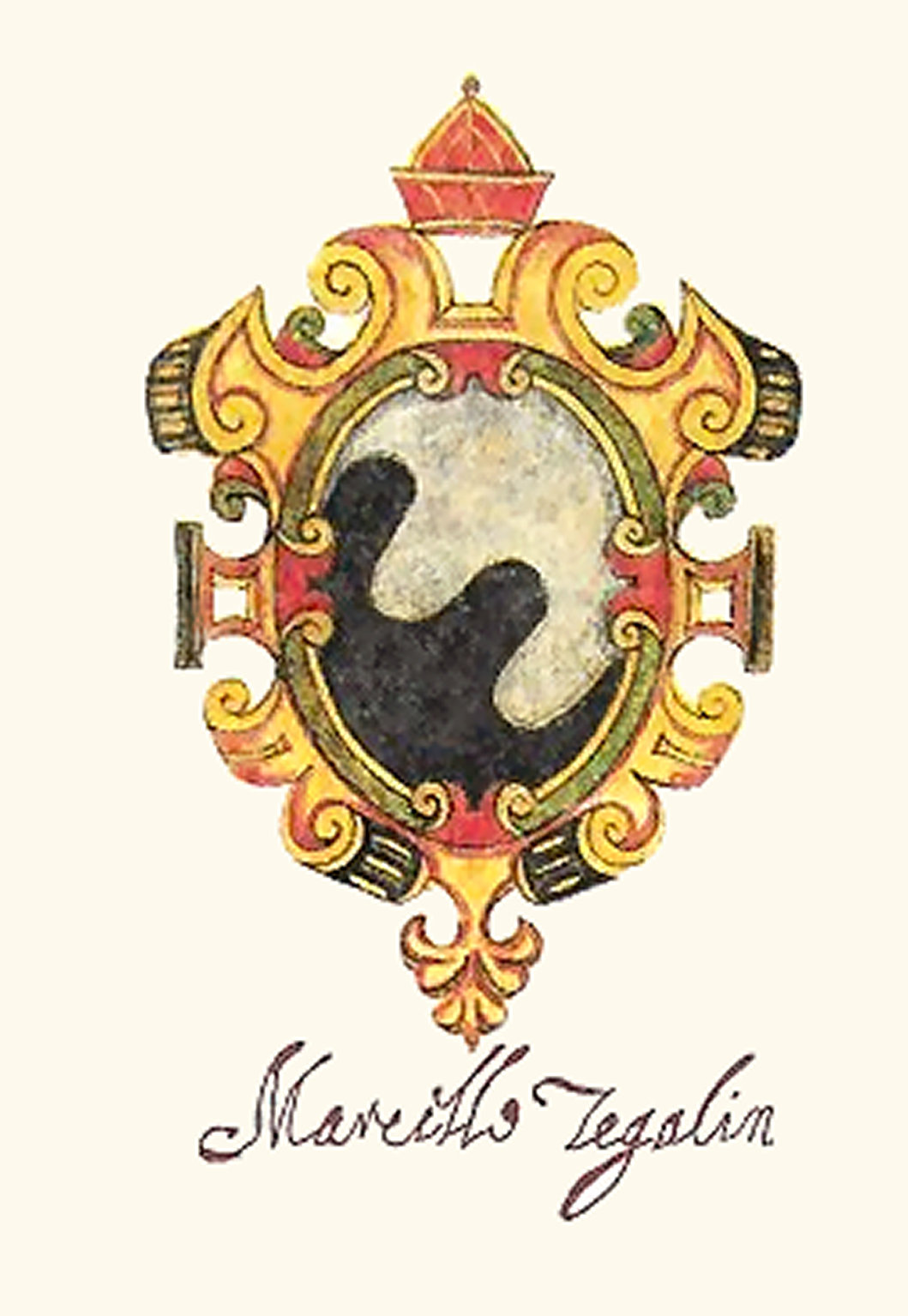
Blason de Marcello Tegalliano.

- 717 : Marcello Tegalliano, second doge.
- 726 : l'empereur romain de Constantinople Léon III ordonne la destruction totale des icônes et des images saintes. Les habitants de l'exarchat de Ravenne se révoltent contre l'empereur avec le soutien du Pape Grégoire II. Orso Ipato devient doge.
- 734 : Ravenne est prise pour la première fois par Hildeprand, neveu de Liutprand et Peredeo, duc de Vicence. L'exarque Eutychius, aidé par la flotte du doge Orso Ipato, réussit à reprendre Ravenne avant mai 735 d'après Paul Diacre. Hildeprand est capturé et Peredeo tué.
- 737 - 742 : interrègne de 5 ans pendant lequel la Vénétie est gouvernée par des magistri militum élus pour un an.
- 742 : Teodato Ipato (fils d'Orso Ipato) est élu doge de Venise ; il transfère le siège du gouvernement d'Héraclée à Malamocco[3], son pouvoir est quasi-absolu.
- 751 : chute de Ravenne qui tombe définitivement aux mains des Lombards conduits par Aistolf. Pépin le Bref dépose Childéric III et s'empare du trône franc ; à la demande du Pape Étienne II, il passe en Italie en 754 et écrase les armées lombardes. Il abandonne une partie de ses conquêtes à Étienne (création des États pontificaux) mais garde le contrôle de l'Italie du Nord. Venise est épargnée : la région des lagunes, restée romaine, ne fait pas partie de la redistribution territoriale.
- 755 : Teodato Ipato est chassé et aveuglé par son successeur, Galla Gaulo, qui subit le même sort un an plus tard.
- 756 : Domenico Monegario, 6e doge de Venise. Aistolf met le siège devant Rome entraînant une nouvelle intervention des Francs en Italie à l'appel du Pape.
- 764 - 787 : Maurizio Galbaio (7e doge), période de prospérité économique et installation des Vénitiens dans d'autres îles de la lagune, jusque-là négligées, en particulier celles du Rialto. Il va associer son fils Giovanni au dogat en 778.
- 774 : le 5 juin, Charlemagne entre dans Pavie, il dépose le roi des Lombards Didier et ceint la couronne de fer du roi des Lombards. Charlemagne va en pèlerinage à Rome et prend à partir du 16 juillet le titre de patrice des Romains : début de la querelle de légitimité autour de l'héritage romain entre les Carolingiens et l'Empire d'Orient. Charlemagne confirme à Rome la donation de l'ancien exarchat de Ravenne au Pape faite par Pépin le Bref en 754 : début de la désolidarisation de la Pentarchie.
- 775 : installation d'un nouvel évêché sur l'île d'Olivolo, qui allait prendre le nom de Castello, en transformant l'église Saint-Bacchus-et-Saint-Sergius en la cathédrale Saint-Pierre-de-Castello.
- 787 : élection de Giovanni Galbaio au dogat. En 796 il associe son fils Maurizio.
- 800 : sacre de Charlemagne, dit Charles le Grand, empereur d'Occident. Les Vénitiens se divisent en deux partis : les pro-Francs et les pro-byzantins.
- 802 : au cours d'une expédition contre le patriarche de Grado, celui-ci, Giovanni IV, est tué par Maurizio Galbaio. Son neveu, Fortunato da Trieste est élu patriarche de Grado et reprend la lutte de son oncle contre le doge.
- 803 : les Vénitiens pro-Francs réfugiés à Trévise s'organisent pour renverser le doge sous la direction d'un ancien tribun, Obelerio Antenoreo.
- 804 : Obelerio Antenoreo succède à Giovanni Galbaio. Il désigne son frère Beato pour l'aider à gouverner. Héraclée est attaquée et détruite. Le pro-Franc Fortunato da Trieste revient de la cour de Charlemagne avec une proposition de protection de Venise par l'Empire (carolingien) d'Occident contre la reconnaissance de la souveraineté de l'empereur sur Venise.
- 805 : le 25 décembre (Noël), le doge, accompagné de son frère Beato et du duc de Dalmatie, jure hommage à Charlemagne à Aix-la-Chapelle, puis choisit une épouse franque parmi les dames de la cour : elle devient la première dogaresse.
- 809 : les Romains d'Orient (« Byzantins ») n'acceptent pas le transfert de souveraineté sur Venise de leur Empire à celui de Charlemagne. L'empereur Nicéphore envoie une flotte commandée par le patricien Nicétas à Venise pour négocier. N'obtenant pas satisfaction, l'amiral la commandant attaque une flotte franque basée à Comacchio mais il est battu et doit se replier.
- 810 : Venise est officiellement insurgée contre Constantinople car à la demande du doge (invoquant le traité de 805), Pépin d'Italie, fils de Charlemagne et roi des Lombards à Ravenne, entreprend une expédition pour installer des troupes à Venise. Cette intrusion provoque l’hostilité des Vénitiens pro-byzantins. Pépin, après avoir pris le contrôle de plusieurs villes est arrêté par les Vénitiens au canal de Malamocco ou Orfano (canal des Orphelins). Peut-être déjà malade, il se retire alors contre la promesse d’un tribut. À la fin de l'année, le doge Obelerio, jugé trop proche des Francs, est chassé de Venise qui revient dans le giron impérial.
- 811 : accord entre les deux empires, la Pax Nicéphori, ratifié trois ans plus tard. Les Francs obtiennent la reconnaissance de leur Empire d'Occident par Constantinople. Charlemagne reconnaît la suzeraineté de Constantinople sur Venise et la Vénétie, et garantit que sa flotte de Venise ne sera pas employée contre Constantinople. De même, la flotte vénitienne ne sera pas utilisée contre l'Empire Carolingien. Cet accord faisait des doges des fonctionnaires romano-byzantins mais élus par des Vénitiens.
- 811-827 : Angelo Participazio est élu doge, sa demeure sur le Campiello della Cason devient le premier palais des doges. Il entreprend de vastes travaux d'urbanisme : drainage et agrandissement des îles du Rialto, fortification et consolidation des Lidi, creusement de canaux, étançonnement des rives des îles, enfoncement de milliers de pieux dans la vase et pose de planchers en madriers pour soutenir les constructions en pierre :
  - Lorenzo Alimpato est chargé du creusement des canaux,
  - Nicolò Ardisonio fortifie les lidi,
  - Pietro Tradonico, responsable de la construction des bâtiments, entreprend la construction du nouveau palais des doges près de l'église Saint-Théodore-d'Amasée. À la même époque est entreprise la construction du couvent et de l'église San Zaccaria pour recevoir les restes du père de Saint-Jean-Baptiste, offerts par l'empereur Léon V l'Arménien.
- 827 : Giustiniano Participazio, onzième doge.

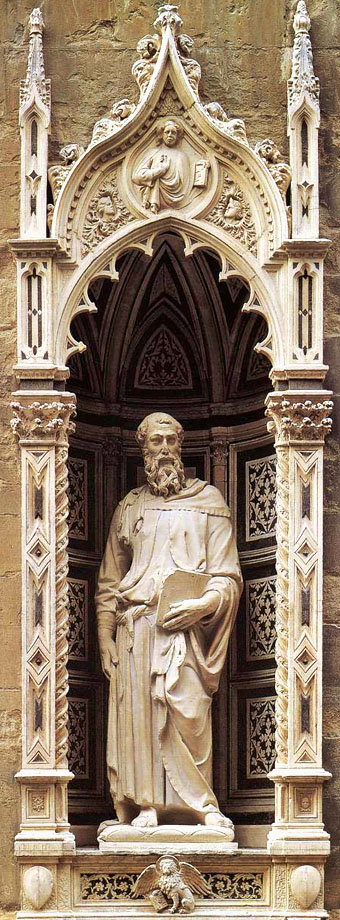
Saint Marc par Donatello à Florence.

### Le patronage de saint Marc
- 827 : un synode de l'Église se déroulant à Mantoue en présence des représentants du Pape et de l'empereur envisage de placer l'évêché de Grado sous la dépendance du patriarche d'Aquilée, sujet de l'empereur franc d'Occident. .
- 828 : deux marchands vénitiens, Rustico de Torcello et Buono de Malamocco, ramènent d'Alexandrie (Égypte) une dépouille censée être celle de Marc l’Évangéliste (mais selon une hypothèse, celle-ci n'aurait pas été conservée, et la dépouille ramenée serait en fait celle d'Alexandre le Grand[4]). Le doge est probablement à l'origine de cette expédition car l'arrivée des reliques de saint-Marc à Venise bloque le projet de rattachement de l'évêché de Venise au patriarcat d'Aquilée. Le doge ordonne la construction d'une chapelle particulière dans le jardin, entre le palais du doge et l'église Saint-Théodore-d'Amasée. Le choix du doge n'a donc pas été de placer les reliques de saint Marc dans la cathédrale mais dans la chapelle du palais des Doges. Saint Marc devient le saint patron de la cité, mais le vol ou l'achat de cette dépouille et la possession d'une telle relique a pour but de doter Venise d'un rayonnement mystique et politique particulier.
- 829 : Giovanni Ier Participazio, douzième doge.
- 831 : voulant profiter de la faiblesse du doge, l'ancien doge pro-Franc Obelerio revient à Malamocco où il est rejoint par ses partisans. La réaction des autres Vénitiens est violente, Malamocco est incendiée, Obelerio capturé et décapité : sa tête est exposée le samedi saint près de Mestre, à la limite avec le duché du Frioul.
- 832 : consécration de la chapelle Saint-Marc, construite sur un plan cruciforme reprenant celui de l'église des Saints-Apôtres de Constantinople.
- 836 : 29 juin, Giovanni Participazio est pris à sa sortie d'une messe dans la cathédrale Saint-Pierre-de-Castello. Il doit abdiquer mais sauve sa vie : tonsuré, il est placé dans un monastère de Grado. Les Vénitiens reprochaient au doge de ne rien faire contre les pirates slaves installés sur la côte dalmate.
- 836-864 : dogat de Pietro Tradonico.
- 840 : face à la menace de pirates slaves qui menacent le commerce en Adriatique, Pietro Tradonico lance une expédition contre eux puis conclut un traité avec Lothaire (petit-fils de Charlemagne) appelé Pactum Lotharii; ce pacte confirme les accords précédents et le doge qualifié de très glorieux duc des Vénitiens s'engage à assurer la défense de l'Adriatique contre les Slaves et l'interdiction de vendre des chrétiens comme esclaves en terre païenne ou musulmane[5]. Parallèlement, le patriarche de Constantinople arrive à Venise, dont il sollicite l'aide active contre le péril sarrasin et élève le doge au titre de spathaire.
- 841 : expédition vénitienne contre les Sarrasins du Sud de l'Italie avec l'appui d'une escadre byzantine : la flotte vénitienne est coulée et l'infanterie, débarquée près de Tarente, balayée. Vénitiens et Byzantins s'accusent mutuellement de s'être enfuis au premier combat. Les Sarrasins en profitent pour remonter l'Adriatique et piller Ancône, mais ne peuvent débarquer à Venise, sauvée par sa situation géographique. En dépit de la double menace sur mer (pirates slaves et raids sarrasins) qui perdurera encore des décennies, Venise est désormais le premier entrepôt et principal comptoir de règlement de la Méditerranée chrétienne, après Constantinople.
- 853 : première mention dans le testament d'Orso, évêque d'Olivolo du poivre qui fera, avec les épices, la fortune de Venise.
- 854 : première attaque de Venise contre Comacchio, concurrente de Venise pour le commerce vers l'intérieur de terres et sur l'Adriatique, située sur l'Adriatique près de l'embouchure du Pô et intégrée par la donation de Pépin aux États de l'Église.
- 856 : le fils de Lothaire, l'empereur franc Louis II et son épouse font une visite officielle à Venise. Au cours de cette visite, l'empereur tient la fille de Giovanni, fils du doge, sur les fonts baptismaux. Giovanni était associé à son père pour le gouvernement de Venise mais il meurt avant son père.
- 864 : le 13 décembre, une conspiration assassine le doge Pietro Tradonico à la sortie d'une messe dans l'église San Zaccaria. Il s'ensuit plusieurs jours d'émeutes et de combats de rue dans toute la cité. Le calme revient avec la mort des conspirateurs.
Orso Ier Participazio lui succède (jusqu'en 881). Ce dernier réorganise l'État (centralisation et lutte contre l'arbitraire du pouvoir suprême par l'élection de juges) et l'Église (décentralisation, création d'évêchés pour contrecarrer l'influence du patriarcat d'Aquilée et indépendance des évêchés), sans que le problème du népotisme soit réglé.
Pendant son dogat, le doge fait construire un palais à Héraclée, sa fille Jeanne fait restaurer l'église San Zaccaria, le père de Giovanni Marino fait reconstruire la basilique de Torcello et Giovanni Participazio s'occupe de l'église Santi Cornelio e Cipriano de Malamocco. Des monastères sont construits.
- 866 : sac de Comacchio par les troupes de Venise.
- 877 : le patriarche d'Aquilée, Walpert, tente de s'approprier les biens du patriarcat de Grado. Le doge envoie une escadre pour bloquer les ports du Frioul. Walpert doit abandonner. À la diète de Ravenne de 880, l'empereur oblige le patriarche d'Aquilée à renoncer par écrit à toute prétention sur Grado.
- 881-887 : dogat de Giovanni II Participazio.
- 881 : 11 janvier, renouvellement du pacte de Lothaire.
- 882-885 : le doge Giovanni II Participazio essaie de négocier avec le Pape la cession de Comacchio et de ses marais salants à Venise. Il envoie une délégation conduite par son frère Badovario auprès du Pape, mais elle est attaquée par le comte de Comacchio. Badovario meurt de ses blessures. Le doge fait occuper Comacchio. À cette occupation, le Pape Adrien III répond par l'excommunication du doge. Après la mort du Pape, son successeur Étienne V confirme l'excommunication. Les Vénitiens doivent abandonner Comacchio.
- 887 : cinq mois après son élection, le 18 septembre, le doge Pietro Ier Candiano est tué à la tête d'une expédition contre les pirates dalmates, aussi appelés Narentains parce que leur principale base est située à l'embouchure de la Narenta. Les Narentains faisaient aussi du commerce avec Venise, en particulier d'esclaves pris parmi les slaves encore païens. Giovanni Participazio reprend du service jusqu'à l'élection du successeur.
- 888 : Pietro Tribuno lui succède jusqu'en 912. Les traités avec l'Empire franc d'Occident sont renouvelés en 888 et 891, Venise étant encore nominalement byzantine, mais de fait indépendante. La dernière décennie du IXe siècle est une période de paix et de prospérité.
- 899 : invasion des Magyars, les villes autour de la lagune succombent, mais Tribuno leur inflige une défaite rapide et totale. Ce doge entreprend néanmoins des travaux de défense et de fortification de la ville en particulier la possibilité de tendre une chaîne en travers du Grand Canal.
- 912 : élection de Orso II Participazio, il règne jusqu’en 932 ; son dogat est caractérisé par la paix et la prospérité. Il se retire en 932 au monastère de San Felice.
- 921 : obtention du droit de battre monnaie, accordée par Rodolphe II de Bourgogne.
- 932-939 : dogat de Pietro II Candiano. La famille des Candiani va exercer son influence sur Venise pendant un demi-siècle.
- 932 : le 14 janvier, un accord est signé entre les citoyens de Capodistria et Venise. Restée romaine, mais menacée par les Slaves, la ville de Capodistria se place sous la protection de Venise.
- 932 : nouveau sac de Comacchio par les Vénitiens qui mettent le feu à la ville et emmènent toute la population à Venise.
- 939-942 : dogat de Pietro Participazio.
- 942-959 : dogat de Pietro III Candiano. En 946 il associe son fils Pietro IV au dogat, mais leur rupture provoque une guerre civile. Capturé, il est banni à perpétuité. Il s'enrôle comme soldat dans la troupe de Bérenger II, couronné roi d'Italie en 950. On le retrouve à la tête d'une escadre de corsaires qui bloque les galères de la République à l'embouchure du Pô.
- 946 ou 948 : récit de l'enlèvement des épouses par des pirates dalmates lors d'une cérémonie de noces à Santa Maria Formosa. Ce récit est probablement légendaire.
- 950 - 964 : la mort prématurée de Lothaire en 950 amène Otton Ier, roi de Francie orientale ou de Germanie, à intervenir en 951 en Italie où il prend le titre de roi des Francs et des Lombards à Pavie en septembre 951, et épouse un peu plus tard Adélaïde, veuve de Lothaire. Il veut ensuite se rendre à Rome mais le pape Agapet II conseillé par Albéric, refuse, amenant Otton Ier à revenir en Germanie. Finalement, en 952, un accord est trouvé avec Bérenger II, celui-ci lui prêtant hommage comme roi d'Italie. La victoire de Lechfeld remporté par Otton Ier sur les Hongrois, le 10 août 955, renforce sa légitimité. En Bérenger II attaque en 960 Rome et le Pape Jean XII fait appel à Otton Ier. À la fin de 961, Otton Ier franchit les Alpes, dépose Bérenger II et prend la couronne de fer de roi des Lombards et arrive à Rome où il s'engage à restituer au Pape le patrimoine de Saint-Pierre. Le 2 février 962, le Pape Jean XII sacre et couronne Otton Ier empereur des Romains dans la basilique du Vatican. L'empereur promulgue le 13 février le Privilegium Ottonianum en faveur du Pape. Le jeu des différentes forces politiques va conduire, jusqu'en 964, l'intervention d'Otton Ier en Italie où il va éliminer Bérenger II et son fils. Jean XII dont les mœurs laissaient à désirer (il est accusé de simonie, d'inceste, de parjure...) est remplacé par Léon VIII[6].
- 959 : épidémie de peste à Venise. Pietro IV Candiano fils de Pietro III est élu doge malgré son passé et gouverne jusqu'en 976.
- 960 : le doge rédige un décret contre le commerce des esclaves avec de sévères sanctions.
- 970 : le doge interdit le commerce de certains matériaux (bois pour la construction navale et fer) avec les Sarrasins.
- 976 : le doge provoque le soulèvement de son peuple lorsqu'il veut enrôler les Vénitiens pour la défense de ses intérêts dans le Ferrarais. Le palais des Doges, la chapelle Saint-Marc, l'église San Teodoro et 300 bâtiments sont détruits ou endommagés par le feu. Il est assassiné le 11 août par des nobles ainsi que son fils, mais sa femme Waldrade peut partir et se réfugier à la cour d'Otton II[7]. La ville est à reconstruire. Pietro Orseolo lui succède, il paie la reconstruction de nombreux bâtiments. La chapelle Saint-Marc, qui n'a pas encore les dimensions de la basilique Saint-Marc reconstruite à partir de 1060, à moitié détruite d'après les textes, est partiellement reconstruite. Le doge commande à Constantinople les premiers éléments de l'iconostase appelé « Pala d'oro ». Il renouvelle les accords avec Capodistria.

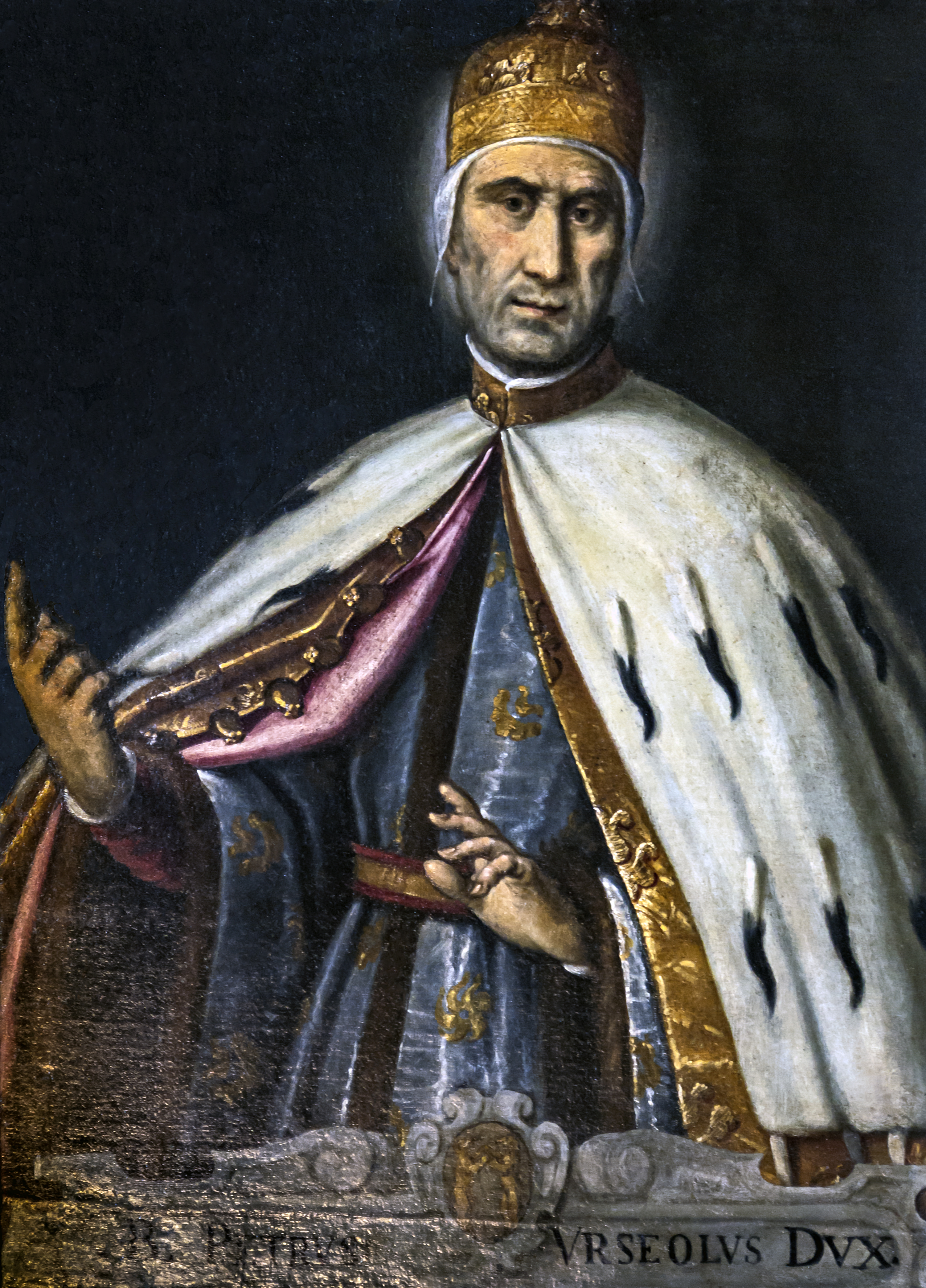
Le doge Pietro Orseolo.

- 978 : Pietro Orseolo se retire à l'abbaye Saint-Michel de Cuxa, accompagné de saint Romuald, il y demeure jusqu’à sa mort en 997. Vitale Candiano prend sa place pour un règne de 14 mois.
- 979-991 : dogat de Tribuno Memmo. Il va devoir gérer le conflit entre deux grandes familles de Venise, les Morosini et les Coloprini dont il était le parent.
- 982 : quand Giovanni Morosoni devient moine et souhaite construire un couvent bénédictin à Venise, de doge lui offre l'île qui se trouve en face du palais des Doges, qui s'appelait alors île aux Cyprès, aujourd'hui San Giorgio Maggiore.
- 983 : blocus de la République par l'empereur germanique Otton II à l'instigation d'un groupe de Vénitiens exilés, menés par Stefano Coloprini. Venise est menacée par la famine et par la tutelle impériale. L'assaut de la ville n'a pas lieu à cause de la mort de Coloprini et celle de l'empereur Otton II, la même année.
- 985 : à son tour Gênes commence à faire du commerce entre l'Asie et l'Europe occidentale. Elle deviendra une redoutable concurrente de Venise.
- 991 : Pietro II Orseolo, fils du 23e doge Pietro Orseolo, devient doge (jusqu'en 1009). Venise est alors dans une situation difficile tant au niveau du prestige extérieur que du moral du peuple. Durant les 5 premières années de son règne, il rétablit les relations commerciales mutuelles avec les deux empires rivaux revendiqués comme « romains » (le germanique et le byzantin) et noue des relations d'amitié avec l'empereur Otton III du Saint-Empire romain germanique (ayant succédé à l'Empire (carolingien) d'Occident). Il adresse des ambassades auprès des émirs du monde musulman et développe de nouveaux échanges commerciaux.
- 992 : en mars, chrysobulle ou Bulle d'or des empereurs byzantins Basile II et Constantin VIII donnant un avantage commercial aux marchands vénitiens sur leurs concurrents contre l'appui de la flotte vénitienne dans la lutte de l'Empire contre les Arabes.
- 996 : première venue d'Otton III en Italie pour se rendre à Rome pour son couronnement. Il oblige des évêques de rendre des biens à Venise et accorde aux Vénitiens le droit d'établir des comptoirs sur la Piave et la Sile, de libre circulation sur le territoire impérial, des exemptions de taxes. De jure, Venise fait partie de l'Empire romain d'Orient (byzantin), mais de facto, elle est l'alliée du Saint-Empire romain germanique.
- 1000 : le 9 mai[8] jour de l'Ascension, après une cérémonie dans la cathédrale d'Olivolo, l'évêque Domenico Gradenigo remet au doge Orseolo l'étendard de la victoire (triomphale vexillum). Le lendemain le patriarche de Grado, Vitale Candiano, les évêques de Parenzo et Pola reconnaissent le doge comme protecteur du patriarcat de Grado et souverain laïque. Le doge continue son expédition le long de la côte dalmate jusqu'à l'embouchure de Narenta : les habitants dalmates des îles de Veglia et d'Arbe et ceux des villes d'Ossero, Pola, Spalato, Zaravecchia et Zara, l'acclament et lui rendent hommage. En revanche, les habitants des îles de Curzola et de Lagosta, qui étaient slaves, doivent être soumis par la force. Mi-dalmate, mi-slave, Raguse envoie d'elle-même une délégation menée par l'évêque auprès du doge pour faire allégeance, puis le doge retourne à Venise. Venise prend ainsi le contrôle de la côte est de l'Adriatique, en théorie sous souveraineté byzantine, et le doge prend le titre de « Dux Dalmatinorum ». Après ce retour triomphal, la République décida de célébrer chaque année à l'Ascension un service religieux de supplique et de remerciement en faisant une sortie en pleine mer du doge, de l'évêque d'Olivolo, de la noblesse et de tous les Vénitiens. L'office comprenait une simple prière : « Accorde nous, ô Seigneur, ainsi qu'à ceux qui naviguent sur elle, que la mer soit à jamais calme et tranquille » puis le chœur chantait le psaume 51. Cette cérémonie allait devenir le Sposalizio del Mar.
- 1001 : à Pâques, l'empereur Otton III est à Pomposa (sa résidence principale est à Rome). Il se rend ensuite en barque à Venise où il discute en tête à tête avec le doge mais ce dernier refuse de suivre l'empereur dans son aventure italienne. Venise veut rester autonome.
- 1002 : le 6 septembre, sans en avoir été sollicité par Constantinople, la flotte vénitienne commandée par le doge vient à l'aide de la ville byzantine de Bari assiégée par les Sarrasins. Après trois jours de combats la ville est délivrée.
- 1003 : le doge marie son fils aîné Giovanni Orseolo qu'il a associé au dogat l'année précédente, avec Marie Argyre[9], nièce des empereurs byzantins.
- 1005 : à l'automne, Giovanni, son épouse et son fils, sont emportés par la peste. Le doge associe au dogat son fils cadet Ottone Orseolo, qui a pris le prénom d'Otton en l'honneur de son parrain l'emprereur Otton III.
- 1006 : famine et peste dans la ville.
- 1008 : période de troubles jusqu'en 1032.
- 1009-1026 : dogat de Ottone Orseolo. Ottone Orseolo se marie avec la fille de Géza de Hongrie[10].
- 1017 : mort de Vitale IV Candiano, patriarche de Grado. Le doge fait nommer son frère Orso Orseolo, évêque de Torcello, patriarche de Grado. Il fait nommer son autre frère, Vitale Orseolo, évêque de Torcello .
- 1018 : une offensive vénitienne contre les rois de Croatie Krešimir III et son frère Gojslav (en) les oblige de se rapprocher de Constantinople.
- 1019-1024 : Poppone d'Aquilée (it), dit aussi Wolfgang von Treffen, probablement neveu de l'empereur Conrad II, est nommé patriache d'Aquilée. Il se réinstalle à Aquilée et fait reconstruire la basilique Santa Maria Assunta. En 1022-1023, le doge et son frère sont chassés de Venise et doivent s'installer en Istrie. En 1024, le patriarche d'Aquilée veut placer l'évêché de Grado sous son autorité. Il prend la ville et y détruit églises et monastères. Les Vénitiens réagissent et rappellent le doge et le patriarche de Grado.
- 1026 : à la suite d'autres problèmes de nomination, le doge est arrêté et envoyé à Constantinople. En réaction, l'empereur byzantin et l'empereur germanique annulent les privilèges commerciaux des Vénitiens. Le roi de Hongrie attaque les villes dalmates.
- 1026-1032 : dogat de Pietro Barbolano.
- 1026 : le Pape Jean XIX place Grado sous la dépendance du patriarcat d'Aquilée sous la pression de l'empereur Conrad II. Il restaure l'autonomie et l'égalité de droit de Grado par rapport au patriarcat d'Aquilée en 1029.
- 1032 : en réaction à l'emprise de la famille Orseoli, les Vénitiens élisent Domenico Flabanico, qui commence par interdire la co-régence, et donc en pratique la désignation par le doge d'un successeur. Les onze ans de son règne sont une période de paix et de prospérité. Un bref interrègne intervient à sa mort, pendant lequel Poppone d’Aquilée en profite pour piller les trésors de la cité.
- 1043 : Domenico Contarini (doge jusqu'en 1071) poursuit la politique de son prédécesseur ; hors de la cité, une expédition militaire a lieu sur la cote dalmate, en 1062.
- 1054 : lors de la dislocation de la Pentarchie, les Vénitiens et les patriarches d'Aquilée choisissent l'obédience de l'Église de Rome à laquelle ils étaient déjà rattachés.
- 1060 ou 1063 : Début de la reconstruction de la basilique Saint-Marc. L'ancienne chapelle Saint-Marc devient la crypte de la basilique. La nouvelle basilique est aussi construite sur l'emplacement de l'ancienne église San Teodoro dont certains éléments ont été conservés.
- 1071-1084 : dogat de Domenico Selvo.

### Les Normands en Italie
- 1081 : l’empereur byzantin Alexis Ier Comnène, menacé par les Normands, demande l'aide du doge Domenico Selvo. En 1059, Robert de Hauteville, dit Robert Guiscard (« l'Habile ») avait reçu du Pape Nicolas II, les duchés d'Apulie, de Calabre et de Sicile, mais envisageait une attaque générale de l'Empire byzantin avec Constantinople pour objectif. Débarquement de Robert de Hauteville sur le territoire de l'Empire à Durazzo. C'est une menace pour Venise qui dépêche sa marine : la flotte normande est coulée, mais l'armée débarquée est intacte ; Robert s'empare de l’Illyrie et de la cité valaque de Custura, en Macédoine occidentale, sur la route de Constantinople.
- 1082 : l'Empire byzantin reconnaît l'égalité de puissance de Venise. Venise est autorisée à commercer dans tout l'Empire byzantin.
- 1084 : élection de Vital Faliero de Doni. Prise de Rome par l'empereur Henri IV, le Pape Grégoire VII demande de l'aide à Robert de Hauteville, le stoppant dans sa marche vers Constantinople. Venise reprend provisoirement l'avantage, mais le retour de Guiscard est une catastrophe : on parle de 13 000 morts côté vénitien. Venise a subi une défaite, mais quelques mois plus tard, sur l'île de Céphalonie, Robert Guiscard et son armée sont décimés par une épidémie de typhoïde. La menace normande disparaît provisoirement.

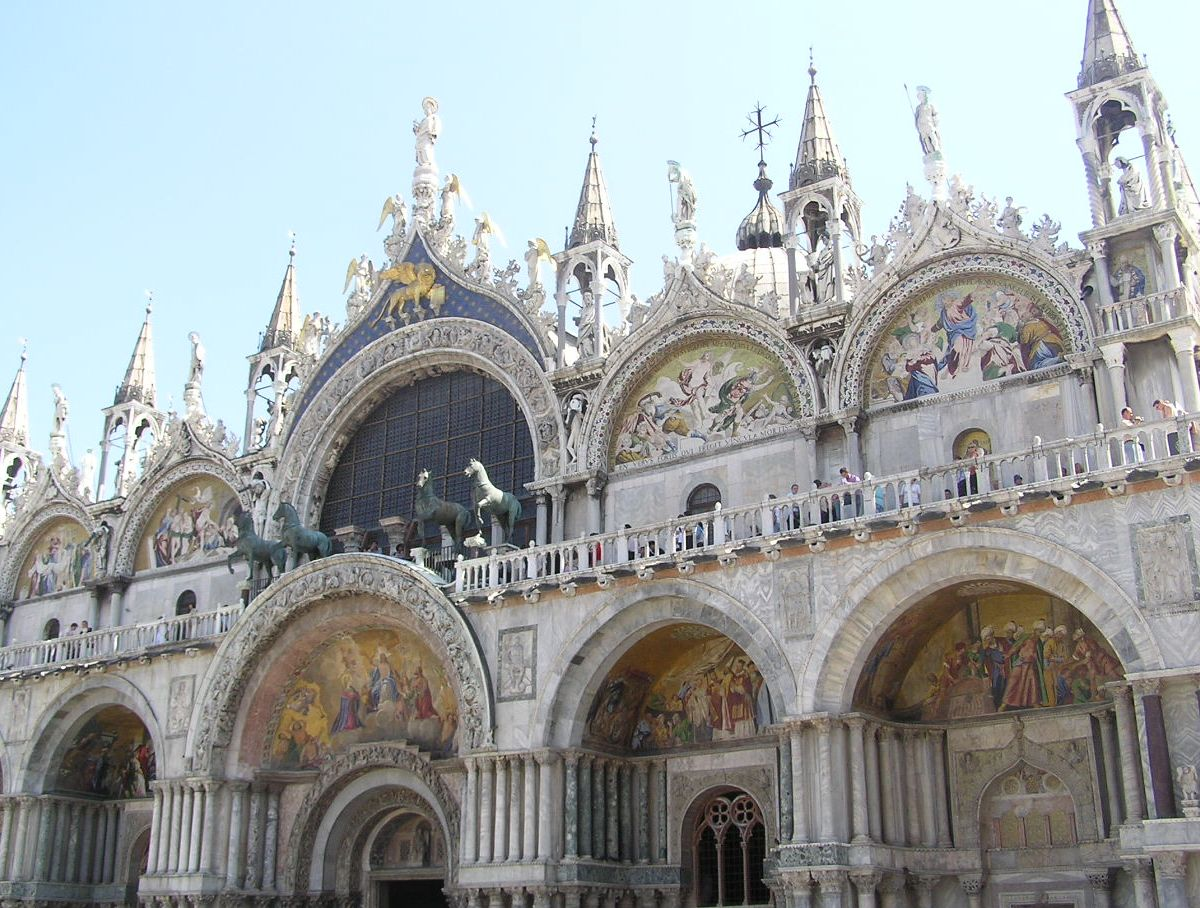
La basilique Saint-Marc.

- 1093 : achèvement de la nouvelle basilique Saint-Marc (celle visible aujourd'hui).
- 1094 : consécration de la nouvelle basilique Saint-Marc dont la mise en chantier remonte au doge Domenico Contarini (1043-1071).
- 1095 : le 27 novembre, lors du concile de Clermont le pape Urbain II somme la Chrétienté de venir au secours de l'Orient : c'est l'appel à première croisade. Mais ce n'est que quatre ans plus tard qu'une flotte vénitienne (deux cents navires) quitte le port du Lido.
- 1096-1102 : dogat Vital Ier Michele.
- 1102-1117 : dogat de Ordelafo Faliero.
- 1106 : des incendies détruisent les édifices en bois de la ville, dont 24 églises, mais épargnent les bâtiments en pierre et marbre ; la décision est prise de privilégier la construction en pierre et brique.
- 1110 : nouvelle expédition vénitienne en Terre sainte conduite par le doge Ordelafo Faliero. Ce dernier entreprend un vaste programme de construction navale et ces chantiers seront connus sous le nom de l'« Arsenal de Venise ».
- 1117-1130 : dogat de Domenico Michele.
- 1126 : la flotte vénitienne aborde Acre, lors de la 3e expédition, elle détruit la flotte égyptienne à Ascalon. Cela met fin à la puissance maritime des Sarrasins en Méditerranée orientale. Le doge Domenico Michel en profite pour obtenir d'importantes concessions commerciales de la part des Francs (dont le tiers de la ville de Tyr) ; c'est le début de l'empire vénitien d'outre-mer. Durant les dernières années de son règne, le doge se consacre aux affaires intérieures de la cité (dont un éclairage urbain rudimentaire) et se retire dans un monastère en 1130.
- 1130-1148 : dogat de Pietro Polani.
- 1130 : le comté normand de Sicile devient un royaume, le nouveau roi est Roger II de Hauteville, neveu de Robert Guiscard, il règne sous le nom de Roger II de Sicile. En plus de l’île, le royaume comprend toute la partie au Sud de Rome de la péninsule italienne.
- 1147 : à la demande de Manuel Ier Comnène, l’empereur byzantin, les Vénitiens répondent à une attaque de l'Empire, menée par Roger de Hauteville, qui s’est emparé de Corfou. Le roi de Sicile est défait par les Vénitiens, Corfou revient à l’Empire en 1149.
- 1148-1156 : dogat de Domenico Morosini.
- 1154 : mort de Roger de Hauteville, son fils et successeur Guillaume Ier de Sicile donne officiellement à Venise tout le domaine maritime au-delà d'une ligne Est-Ouest partant de Raguse (aujourd’hui Dubrovnik).
- 1155 : le 18 juin, Frédéric Barberousse est couronné empereur du Saint-Empire romain germanique, il avait été élu empereur germanique par les Princes-Électeurs le 4 mars 1152.
- 1156-1172 : dogat de Vital II Michele.
- 1167 : fondation de la Ligue lombarde contre l'empereur et soutenue par la papauté. Détérioration des relations entre Venise et Constantinople.
- 1171 : les Vénitiens de l'empire byzantin sont arrêtés et leurs biens saisis. Une flotte de 120 bâtiments vénitiens quitte la lagune pour attaquer l'empire en représailles ; c'est un désastre, une épidémie de peste décime les équipages.
- 1172-1178 : dogat de Sebastian Ziani.
- 1172 : la situation de la République est critique : elle est en guerre contre les deux empires dont elle tire sa richesse (Saint-Empire romain germanique et Empire byzantin) et elle a dû volontairement incendier sa flotte pour tenter d'enrayer l'épidémie de peste. D’importantes réformes constitutionnelles visant à redéfinir les missions des trois composantes qui gouvernent l’État : le doge, les conseillers et le peuple, sont mises en place.
- 1175 : signature avec le roi de Sicile Guillaume II de Sicile, dit le Bon, d'un traité valable 20 ans qui accorde à Venise des conditions commerciales beaucoup plus favorables. Signent un traité de paix avec Byzance.
- 1177 : réconciliation à Venise du Pape Alexandre III et de l'empereur Frédéric Barberousse ; ce dernier avait subi le 29 mai 1176 une importante défaite de la part de la Ligue lombarde lors de la bataille de Legnano. Le séjour de l'empereur (8 semaines) et celui du pape (5 mois) attirent de nombreux voyageurs et marchands qui développent l’économie de la cité. Durant cet été, Venise est la capitale de la Chrétienté et y gagne le statut supplémentaire de grande métropole et de puissance européenne.
- 1178-1192 : dogat de Orio Mastropiero.
- 1186 : signature d'un traité entre Venise et le nouvel empereur de Constantinople Isaac II Ange : il s'engage à défendre la République et lui confie la construction des navires de sa flotte.

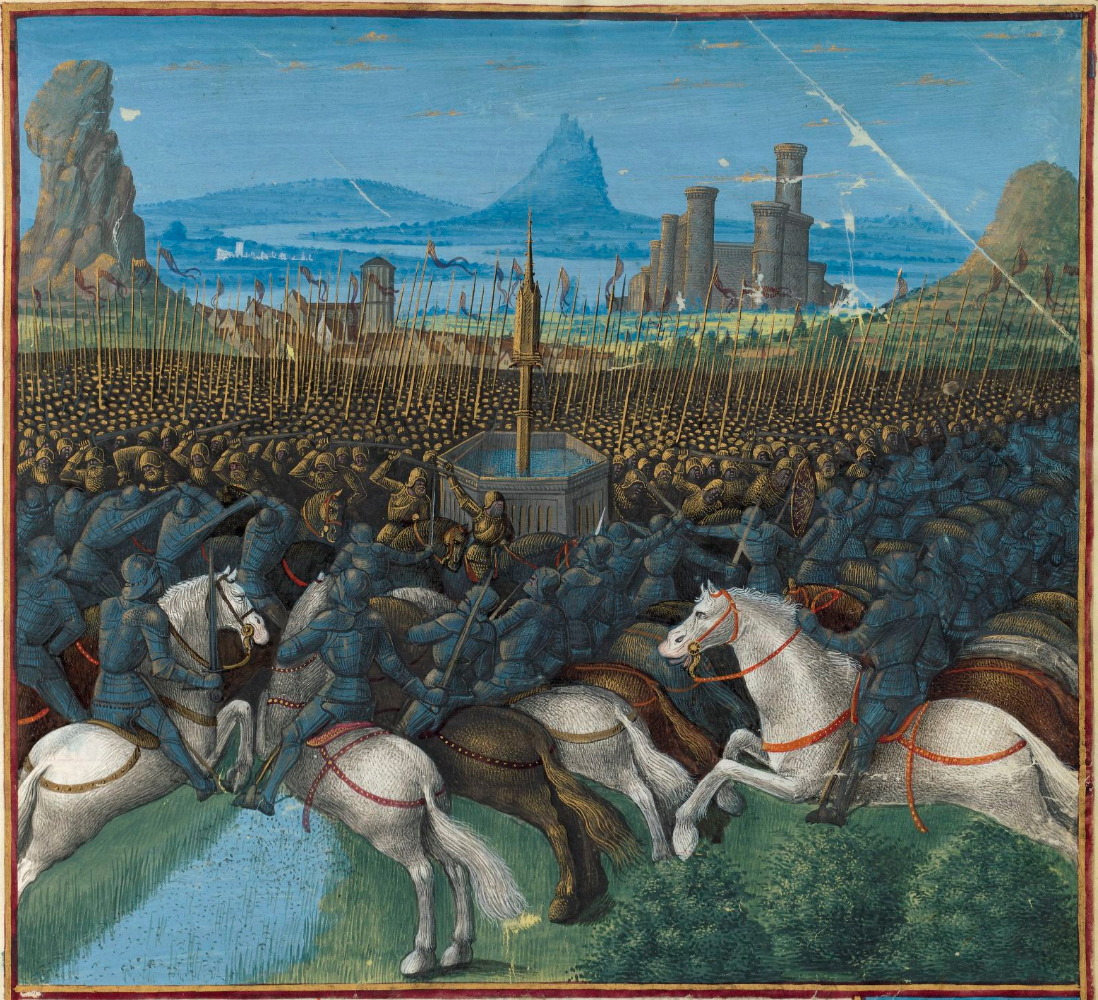
Bataille de Hattin.

- 1187 : le 4 juillet, bataille de Hattin où les Sarrasins sous les ordres de Saladin (Salāh al Dīn Yūsuf al-Ayyūbī) écrasent l'armée de Guy de Lusignan, roi de Jérusalem ; le 2 octobre, Jérusalem la Ville Sainte tombe.
- 1189 : début de la troisième croisade, ordonnée par le Pape Grégoire VIII, organisée par Frédéric Barberousse (qui se noie au Sud de l'Anatolie en 1190), Richard Cœur de Lion et Philippe Auguste. La participation de Venise se limite au transport de troupes, contre rémunération.
- 1192-1205 : dogat de Enrico Dandolo.
- 1194 : l'empereur Henri IV du Saint-Empire s’empare de la Sicile après la mort de Tancrède de Lecce : fin du royaume normand.
- 1202 : le 8 novembre, l'armée de la Quatrième croisade quitte Venise à bord de la flotte vénitienne commandée par le doge Enrico Dandolo.
- 1204 : en février, Alexis V, chef du parti anti-latin, est couronné Basileus dans la basilique Sainte-Sophie de Constantinople après avoir éliminé l'empereur précédent, allié des Vénitiens et des Croisés. Ceux-ci planifient alors de se partager l'Empire byzantin par le traité de la « Partitio Romanie » signé en mars. Du 13 au 15 avril, ils mettent à sac Constantinople, provoquant la fuite d'Alexis V. L'Empire byzantin se disloque : la partie centrale avec la capitale échoit aux Croisés de Empire latin d'Orient (ou Empire latin de Constantinople qui dure jusqu’en 1261) ; Venise s'empare de la plupart des îles grecques, tandis que des États grecs subsistent dans les régions périphériques (Despotat d'Épire, Empire de Nicée et Empire de Trébizonde). Dans la partie centrale, Croisés et Vénitiens mettent sur pied la nouvelle administration (Assises de Romanie) et se partagent les revenus de l'Empire. Les Vénitiens participent au pillage de la ville et expédient le butin dans leur cité. Baudouin Ier, comte des Flandres et du Hainaut est promu empereur et le Vénitien Tommaso Morosini est nommé patriarche de Constantinople.
- 1205 : mort à Constantinople du doge Enrico Dandolo. Pietro Ziani est élu doge (son dogat dure jusqu'en 1229) et se pare aussi du titre de « Souverain Maître d'un quart et demi de l'Empire de Romanie ». Les Vénitiens transfèrent en Italie les magnaneries byzantines et des fabriques de soieries s'ouvrent à Venise et dans toute l'Italie du Nord.

### Dogat et Conseil des Dix
- 1229-1249 : dogat de Jacopo Tiepolo. Pendant cette période, la « promissione » (serment de couronnement) se codifie et devient plus contraignante : le doge n’est plus un autocrate, la fonction devient plus honorifique.
- 1245 : Signature d'un traité de paix entre Venise et le Saint-Empire romain germanique.
- 1249-1252 : dogat de Marino Morosini.
- 1252-1268 : dogat de Reniero Zeno.
- 1261 : en juillet, le Basileus Michel VIII Paléologue reprend, avec son général Alexis Strategopoulos, la capitale romaine d'Orient aux « Latins ». Dès le 13 mars, par le traité de Nymphaeon entre Constantinople et Gênes, Michel VIII avait promis aux Génois de leur transférer les privilèges commerciaux de Venise, alliée des « Latins ». Gênes acquiert ainsi les comptoirs des îles grecques (Lesbos, Chios, Ikaria et Samos), ceux d'Anatolie (Galata, Phocée, Scalanova, Amastris et Sinope), de Crimée (Cherson, Cembalos, Halopsis, Yalta, Soudak, Caffa et Kertch formant la Gazarie), des bouches du Danube (San Giorgio, Barilla, Caladda, Izmaïl, Licostomo, Eraclea et Constanza), et d'autres en mer Noire (Montecastro et Policromia sur le Nistre, Matrida, Taman et Tana dans le khanat de la Horde d'or autour de la mer d'Azov), situés aux débouchés en mer Noire des routes de la soie, des épices, des gemmes d'Asie et de l'ambre baltique[11]. Gênes est désormais le principal bailleur de fonds et créancier de Constantinople, mais Venise conserve toutefois la plupart des îles grecques. Le 15 août, Michel VIII Paléologue rétablit officiellement l'Empire romain d'Orient, mettant fin de l'Empire « latin » et inaugurant la dynastie Paléologue. La rivalité Gênes-Venise s'exacerbe et la guerre des deux thalassocraties rivales s'étend à toute la Méditerranée.
- 1268-1275 : dogat de Lorenzo Tiepolo.
- 1268 : la famine s'abat sur Venise et une guerre éclate avec Bologne qui va durer trois ans, sans vainqueur ni vaincu. Traité de paix entre Venise et l'empereur romain d'Orient Michel VIII Paléologue : les Vénitiens peuvent revenir dans la capitale byzantine, alors que les Génois en sont provisoirement écartés.
- 1270 : Venise est contrainte de passer des accords avec les cités voisines.
- 1275-1280 : dogat de Jacopo Contarini.
- 1277 : expédition désastreuse contre la ville d'Ancône.
- 1280-1289 : dogat de Giovanni Dandolo.
- 1280 : signature d'un traité de paix avec Ancône. Attaque et prise de Trieste, débouché méditerranéen du Saint-Empire romain germanique.

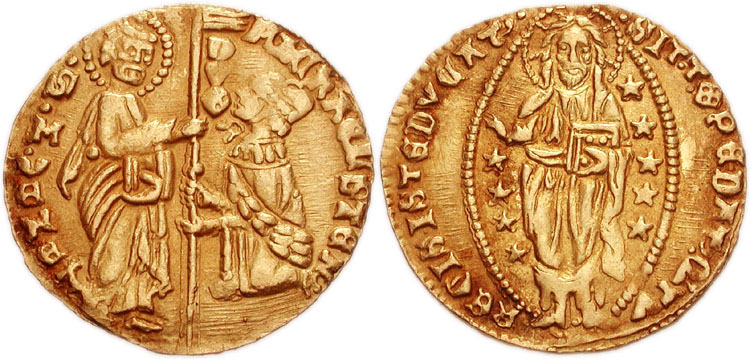
Ducat vénitien, début du XIVe siècle.

- 1284 : tremblement de terre et désastreuses inondations dans Venise qui par ailleurs refuse de participer à une croisade contre Pierre III d'Aragon : anathème papal sur la ville, levé en 1285. Création, par le doge Giovanni Dandolo, du ducat d'or de Venise qui devient la monnaie du commerce en Méditerranée.
- 1289-1311 : dogat de Pietro Gradenigo. Gênes impose sa suprématie en Méditerranée, rivalisant avec Venise.
- 1289 : le sultan d'Égypte Al-Mansûr Sayf ad-Dîn Qala'ûn al-Alfi rassemble ses forces pour l'offensive finale contre les restes des États croisés ; chute de Tripoli le 27 avril.
- 1291 : le nouveau sultan Khalil ben Qala'ûn prend Acre, où réside une très importante colonie vénitienne. Massacre des habitants par les musulmans.
- 1294 : nouvelle guerre de trois ans avec Gênes.

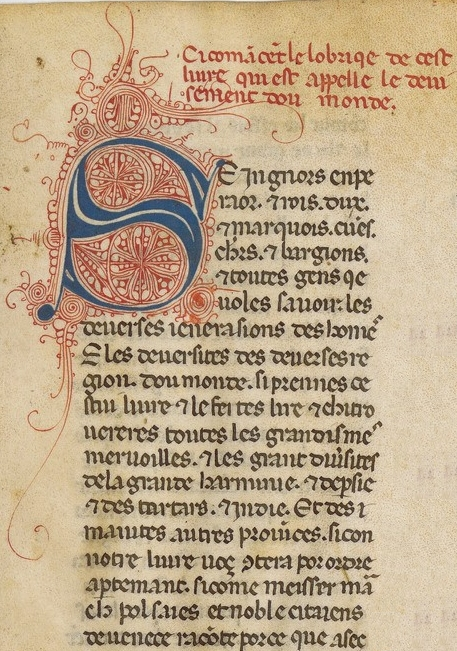
Début du Livre de Marco Polo (BnF n° 1116).

- 1298 : rédaction du Livre de Marco Polo en prison à Gênes.
- 1299 : traité de paix entre Gênes et Venise à l’initiative du Pape et de Charles d'Anjou : officiellement, il n'y a ni vainqueur ni vaincu, mais les pertes sont considérables pour les deux cités.
- 1307 : crise avec le Pape Clément V pour le contrôle de Ferrare : nouvel anathème, Venise tout entière est excommuniée, ses possessions sont déclarées confisquées et ses bateaux pillés. Le cardinal-légat monte une expédition contre Venise et la coalition assiège Ferrare (possession de la cité) qui doit capituler ; nouvelle défaite de la Sérénissime.
- 1310 : à la suite de l'anathème, la situation économique s’est considérablement détériorée : manifestations et combats de rue dans la ville. Échec de la conjuration Tiepolo-Querini menée contre le doge Pietro Gradenigo, qui en a été informé. Création du Conseil des Dix (de temporaire, il sera prolongé et en 1334 deviendra une institution permanente) dont l'action se fait sous l'autorité du doge ; sa mission est la collecte d'informations (il deviendra un service d'espionnage à l'échelle européenne) et l'action politique rapide (décrets).
- 1311-1312 : dogat de Marino Zorzi.
- 1312-1328 : dogat de Giovanni Soranzo.
- 1313 : levée de l'excommunication contre la somme de 90 000 florins d'or ; les caisses étant vides le gouvernement fait face à cette obligation par un emprunt obligatoire de 3 % sur les revenus de tous les citoyens ; retour de la paix et reprise des affaires. Travaux de voirie dans la ville et création du premier service municipal d'incendie ; agrandissement de l'Arsenal de Venise.
- 1321 : séjour à Venise de Dante Alighieri, ambassadeur de Ravenne ; il meurt la même année lors de son retour.
- 1328-1339 : dogat de Francesco Dandolo.
- 1329 : Cangrande della Scala, despote de Vérone (qui contrôle Vicence, Feltre, Belluno et Padoue) attaque Trévise et menace Venise de blocus économique ; celle-ci doit autoriser de droits de passage et s'acquitter de lourds péages.
- 1336 : Venise rassemble une troupe de coalisés et assiège l'agresseur qui doit demander la paix et la signe le 24 janvier 1339. Venise annexe une importante zone de terre ferme et devient une puissance continentale : les approvisionnements en viande et céréales sont maintenant assurés et les risques de blocus réduits.
- 1339-1343 : dogat de Bartolomeo Gradenigo.
- 1340 : le 15 février, inondation la plus importante de toute l'histoire de la Sérénissime.
- 1343-1354 : Dogat de Andrea Dandolo, c’est un lettré qui laisse plusieurs livres.
- 1346 : élaboration du décor sculpté du palais des Doges à Venise.
- 1348 : les rats qui voyagent sur les bateaux génois amènent avec eux la peste noire en Europe, elle détruit les trois cinquièmes de la population de la ville.
- 1350 : nouvelle guerre avec Gênes (jusqu’en 1355) : la flotte vénitienne est défaite à Galata en 1352, mais prend sa revanche en 1353 à La Lojéra. Gênes se soumet volontairement à l'archevêque de Milan, et Venise retrouve sa suprématie en Méditerranée.
- 1353 : Venise constitue une ligue de plusieurs États (Montferrat, Ferrare, Vérone, Padoue, Mantoue, Faenza, Bohême), face à la menace de la puissance milanaise. Pétrarque est envoyé en ambassade auprès des Vénitiens, mais il échoue car la guerre se poursuit.
- 1354 : 56 navires vénitiens sont capturés.
- 1354-1355 : élection au dogat de Marino Faliero, vieillard autoritaire et partisan du petit peuple, qui projette de renverser le gouvernement et la classe dirigeante. Les projets du doge sont déjoués par le Conseil des Dix. Condamné à mort pour trahison, il est décapité l'année suivant son élection.
- 1355-1356 : dogat de Giovanni Gradenigo.
- 1355 : 1er juin, signature d'un traité de paix entre Gênes et Venise (il a été proposé au nom de Gênes par les trois frères Visconti, qui se partagent la suzeraineté de Milan et auxquels les Génois sont assujettis).
- 1356-1361 : dogat de Giovanni Delfino.
- 1356 : Louis Ier le Grand, roi de Hongrie, envahit le Frioul et exige la totalité des terres vénitiennes en Dalmatie ; la guerre contre la Hongrie reprend en 1357, après une trêve de cinq mois.
- 1358 : les succès hongrois imposent la paix de Zara : Venise conserve sa terra firma à l'Ouest ainsi que les îles dalmates, mais doit céder la Dalmatie continentale (sauf Zara et Spalato) au royaume de Hongrie.
- 1361-1365 : dogat de Lorenzo Celsi, caractérisé par le faste et la paix.
- 1362 : révolte en Crète, écrasée par le condottiere véronais Lucino dal Verme, engagé pour l’occasion.
- 1365-1367 : dogat de Marco Cornaro.
- 1367-1382 : dogat de Andrea Contarini.
- 1368 : insurrection, puis capitulation de Trieste. Guerre de quatre ans contre Francesco da Carrara, seigneur de Padoue, allié des Hongrois.
- 1373 : après deux défaites à Narvesa et Fossanuova, Venise capture Étienne, le neveu du roi de Hongrie qui est contraint de capituler et d’accepter les conditions draconiennes des Vénitiens, dont la restitution de la Dalmatie continentale. Une guerre larvée reprend pendant trois années dans la région de Trévise, contre le duc d'Autriche, allié de Francesco da Carrara. Prise de Chypre par les Génois : le jeune roi de Chypre Lusignan conserve son trône mais doit payer un tribut annuel de 40 000 florins d'or, un dédommagement de deux millions et fournir des otages.
- 1375 : Une ambassade vénitienne arrive à Constantinople pour réclamer le règlement des dettes de l'empereur avec un ultimatum : paiement du passif et cession de l'île de Ténédos à l'entrée de l'Hellespont, ce qui est accepté par Jean V Paléologue. Réaction des Génois qui déposent l'empereur et mettent sur le trône son fils Andronic IV Paléologue.
- 1377 : vaines tractations diplomatiques entre Venise, Gênes et Constantinople.
- 1378 : reprise de la guerre. Après une victoire de Venise, puis une de Gênes, 47 galères génoises arrivent le 6 août au large de Chioggia qui tombe le 16 (guerre de Chioggia). Au lieu d'attaquer, les Génois tentent vainement d'isoler et d'affamer Venise qui met ce répit à profit pour consolider ses défenses et de construire 40 galères. L'année suivante, Venise assiège les Génois dans Chioggia.
- 1379 : l'historien italien Muraroti décrit l'emploi de fusées durant le siège de Chioggia.
- 1380 : le 24 juin, reddition des Génois assiégés dans Chioggia : Venise est sauvée. Sous le commandement de Vettor Pisani, Venise défait Gênes et assure sa souveraineté sur la Méditerranée orientale.
- 1381 : après la défaite génoise, à l'initiative d'Amédée VI de Savoie, tous les belligérants participent au traité de paix de Turin. Venise récupère les places fortes de la lagune mais perd à nouveau la Dalmatie continentale au profit des Hongrois et Ténédos au profit de Gênes. Mais Gênes tombe sous la domination des Français pour 150 ans et décline : elle ne constituera plus jamais une menace.
- 1382 : élection au dogat de Michele Morosini, qui meurt la même année.
- 1382-1400 : dogat d'Antonio Venier, qui ne prend ses fonctions que le 13 janvier 1383, étant « capitano » en Crète. Hormis les reconstructions d'après-guerre, Venise se gouverne seule et le travail du doge est de consolider sa position en Europe et de fortifier son empire commercial thalassocratique (la flotte est composée de 3 300 navires et 36 000 marins).
- 1388 : le 13 décembre, Venise reconquiert Trévise.

### Face à la menace ottomane

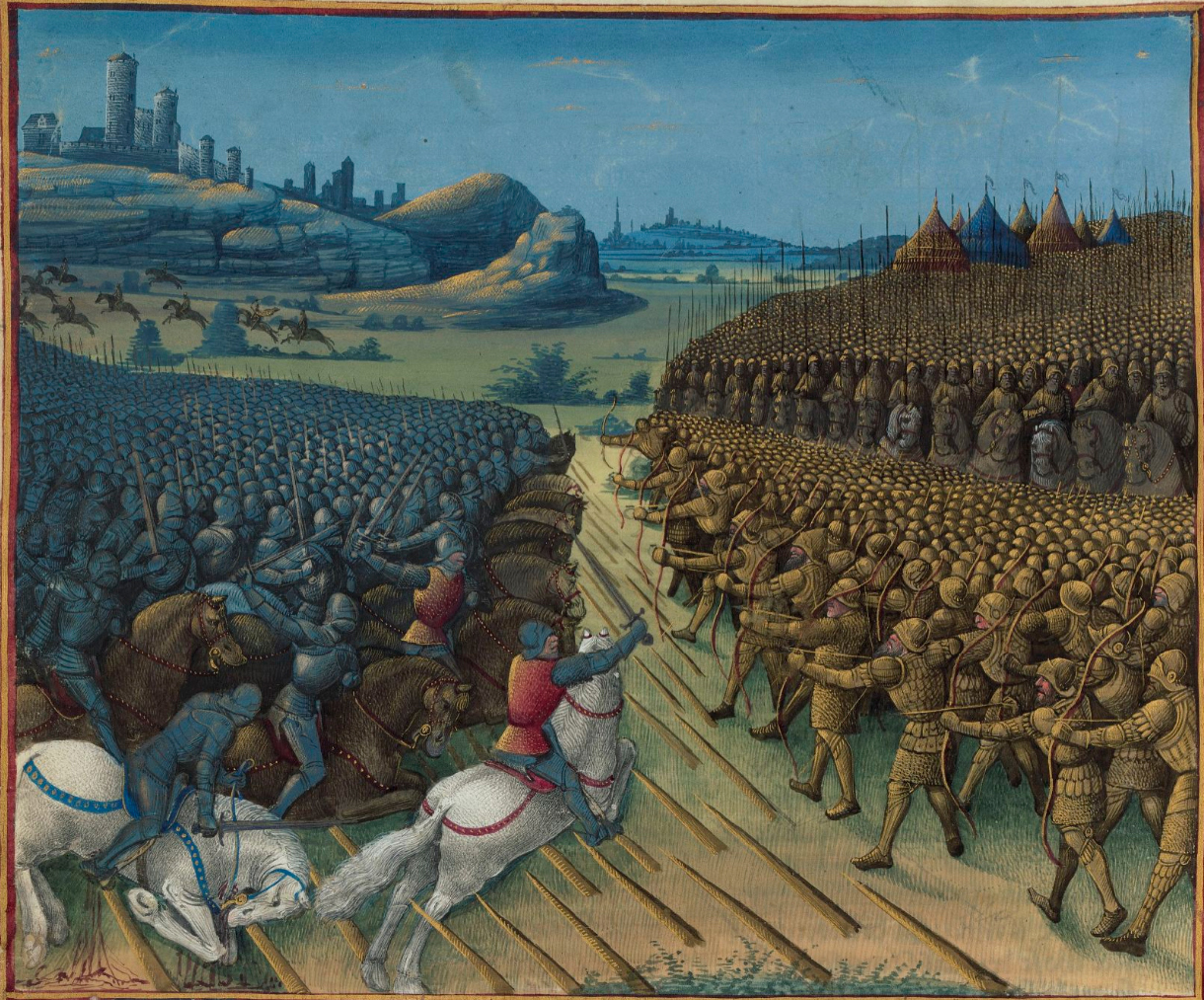
Bataille de Nicopolis, miniature de Jean Colombe tirée des Passages d'outremer, vers 1474. BNF Fr.5594, f.263v.

- 1389 : les Ottomans, qui ont profité du déclin de Byzance (auquel Vénitiens et Génois ne sont pas étrangers) pour débarquer en Europe en 1355, s'emparent des Balkans, avancent vers l'Ouest et, le 28 juin, écrasent la Serbie à la bataille de Kosovo Polje.
- 1390 : la Sérénissime envoie un représentant au Siam.
- 1395 : expulsion (provisoire) des Juifs de Venise.
- 1396 : le roi Sigismond Ier du Saint-Empire organise une croisade contre les Ottomans : désastre de Nicopolis où le sultan turc Bayezid Ier fait décapiter 10 000 prisonniers français.
- La fin du XIVe siècle voit la confirmation de la souveraineté de Venise sur la terre ferme de l'Ouest, et de son prestige international, tout en restant fidèle à sa vocation maritime ; l'économie est quasiment nationalisée (seize mille ouvriers à l’Arsenal de Venise). Les corporations développent un système de sécurité sociale pour leurs ouvriers, ainsi que pour les veuves et leurs enfants, et l'État prend en charge les services de santé publique.

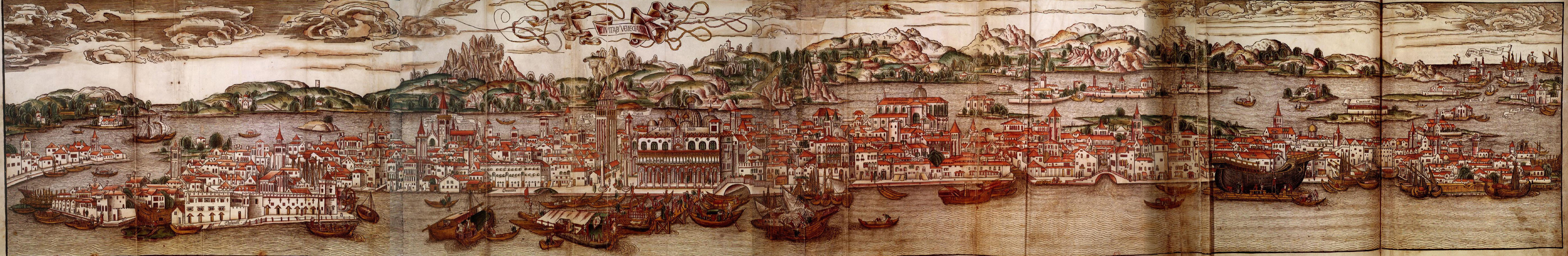
Venise au XVe siècle.

- 1400-1413 : Dogat de Michele Steno.
- 1403 : la république de Venise établit une quarantaine pour se protéger de la peste noire.
- 1406 : Venise accueille Padoue au sein de la République, après Vicence et Vérone. Création d'un système municipal d'étude et d'un système médical. Un Vénitien, Angelo Correr, est élu Pape à Rome le 19 décembre sous le nom de Grégoire XII.
- 1409 : Venise rachète la Dalmatie continentale pour 100 000 florins à Ladislas Ier de Naples, roi de Hongrie. Cette vente est peu après contestée par le nouveau roi de Hongrie, Sigismond.
- 1411 : échec des négociations, la République lève une armée et récupère la Dalmatie.
- 1413-1423 : dogat de Tommaso Mocenigo.
- 1413 : signature d'un traité de paix avec le nouveau sultan turc Mehmed Ier.
- 1416 : à la suite des provocations du duc de Naxos Giacomo Ier, une flotte turque attaque des navires vénitiens, qui écrasent les agresseurs. Un nouveau traité de paix est signé l'année suivante. La menace ottomane est provisoirement écartée pour Venise.
- 1418 : Sigismond de Hongrie envahit le Frioul, mettant fin à la trêve avec Venise. Il doit cependant faire face aux Ottomans et à des troubles religieux en Bohême. Par la signature d'un nouveau traité de paix, la République reçoit la totalité du Frioul, doublant ainsi ses possessions sur le continent, avec une nouvelle frontière Nord-Est : les Alpes.
- 1423-1457 : dégat de Francesco Foscari. Son élection marque la fin de l'« Arengo », cette assemblée générale de tous les citoyens adultes qui, depuis les débuts de la République, participait à l'élection du doge ; les droits politiques du peuple sont pratiquement réduits à néant.
- 1425 : Francesco Bussone da Carmagnola, condottière fameux, quitte ses employeurs milanais, les Visconti. Arrivé à Venise le 23 février il offre ses services et est nommé commandant en chef de l'armée sur la terra firma. Guerre avec Milan : Carmagnola se comporte plus en médiateur qu'en chef de guerre.
- 1427 : la guerre se poursuit et l'issue reste indécise jusqu'à l'affrontement avec l'armée ducale commandée par Carlo Malatesta : l'armée milanaise est anéantie.
- 1428 : le 19 avril, signature d'un traité de paix : les territoires de Venise s'étendent désormais à l'ouest jusqu'au lac de Côme.
- 1431 : reprise des hostilités avec Gênes : Venise veut s’approprier Chios et Chypre.
- 1432 : convoqué par le Sénat, le condottière Carmagnola est arrêté, déclaré coupable de trahison et décapité.
- 1437 : par décision du nouvel empereur germanique Sigismond, le doge est nommé duc de Trévise, de Feltre, de Belluno, de Ceneda, de Padoue, de Brescia, de Bergame, de Casalmaggiore, de Soncino et de San Giovanni in Croce, et gouverneur des châteaux et forteresses situés sur le territoire de Crémone et de la Lombardie à l'est de l'Adda.

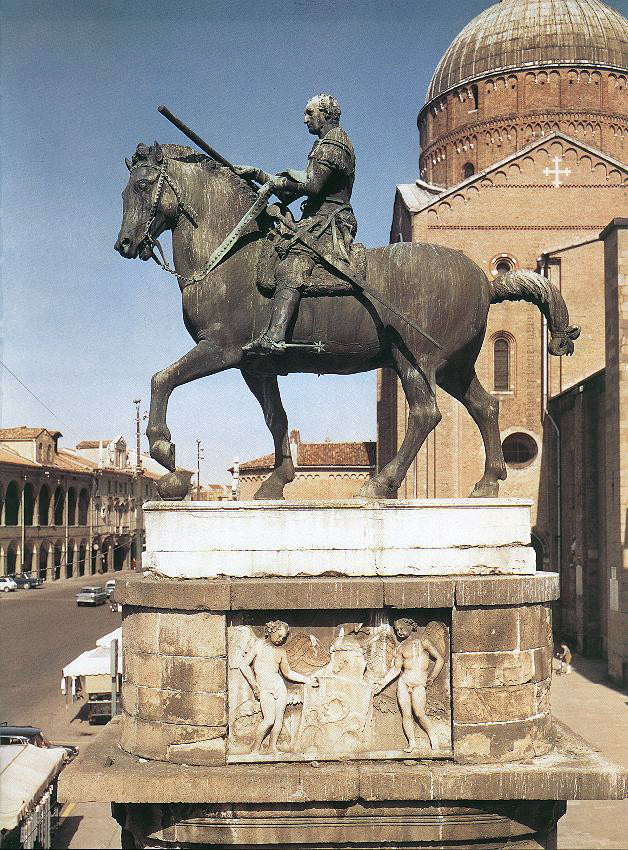
Gattamelata, statue équestre par Donatello.

- 1438 : le condottiere Erasmo Da Narni, dit Gattamelata devient capitaine général de Venise. Paix de Crémone entre Venise et Milan. Visite de l'empereur romain d'Orient Jean VIII Paléologue, dont l'Empire, réduit à sa capitale, à quelques îles grecques et à Mistra, est encerclé par les Ottomans. Il n'obtient rien des Vénitiens, préoccupés par leurs conquêtes vers l'Ouest, dans la vallée du Pô.
- 1439 : le condottière Francesco Sforza est engagé aux côtés de Gattamelata : selon l'accord, il est convenu que s'il prend Milan il en devient le duc légitime. Les deux condottières infligent de graves revers aux troupes milanaises.
- 1441 : conquête de Ravenne. Signature de la paix avec Milan. Gattamelata met fin à sa carrière militaire (il meurt en 1443).
- 1450 : Sforza prend Milan le 25 mars et se fait proclamer duc, conformément à l’accord de 1439.
- 1453 : le 29 mai, chute de Constantinople aux mains des Ottomans du sultan Mehmed II : fin de l'Empire romain d'Orient. Les derniers reliquats byzantins tomberont en 1460 (Despotat de Morée), en 1461 (Empire de Trébizonde) et en 1475 (Principauté de Théodoros), résultat final du processus de délitement commencé au XIe siècle.
- 1454 : signature d'une alliance défensive contre les Français entre Venise, Milan et Florence (paix de Lodi), valable un quart de siècle.
- 1456 : Jacopo Foscari, fils du doge, est contraint au bannissement en Crète pour la deuxième fois, pour avoir tenté de fuir son exil avec l'aide du sultan.
- 1457-1462 : dogat de Pasqual Malipiero. On fixe traditionnellement à ce moment les débuts de la Renaissance à Venise, tardifs par rapport aux grandes villes de Toscane. La cité est éblouissante, les finances sont saines et la République est politiquement stable. Son empire terrestre va des frontières milanaises à l'ouest, aux Alpes au Nord et à l'Istrie et la Dalmatie continentale à l'Est ; son empire maritime comprend les îles de l'Adriatique et la plupart des îles grecques, y compris la Crète (officiellement) et Chypre (officieusement ; ce sera officiel en 1489). Le traité d'amitié conclu avec le sultan avant la chute de Constantinople est toujours en vigueur.
- 1460-1526 : vie de Vittore Carpaccio.
- 1462-1471 : dogat de Cristoforo Moro.
- 1463 : le sultan s'empare de la Bosnie-Herzégovine : l'Empire ottoman devient le voisin direct de Venise en Dalmatie. Début de la première guerre vénéto-ottomane
- 1469 : des agents vénitiens à Constantinople envoient des rapports selon lesquels le sultan désire s'emparer de l'empire vénitien. Avènement de Laurent de Médicis, dit le Magnifique, à Florence.
- 1470 : le 12 juillet, le sultan s'empare de l'île vénitienne de Négrepont et massacre la garnison.
- 1471-1473 : dogat de Niccolò Tron.
- 1472 : le capitaine-général de la flotte, Pietro Mocenigo, à la tête de 85 navires, ravage des ports turcs d'Asie mineure.
- 1473-1474 : dogat de Nicolo Marcello.
- 1474 : succès de Venise en Albanie, dont les Turcs sont obligés de se retirer (provisoirement). Mort du condottière Bartolomeo Colleoni : il lègue à la république 216 000 ducats et plus du double en diverses propriétés foncières, en échange de l’érection d'une statue équestre sur la place Saint-Marc, que l'on doit à Andrea del Verrocchio.
- 1474-1476 : dogat de Pietro Mocenigo.
- 1475 : le sultan propose des négociations de paix. L'accord est signé le 24 janvier 1479.
- 1476-1478 : dogat de Andrea Vendramino.
- 1477-1510 : vie de Giorgione.
- 1478-1485 : dogat de Giovanni Mocenigo.
- 1480-1556 : vie de Lorenzo Lotto
- 1481 : mort du sultan Mehmed II, avènement de son fils Bayezid II qui confirme le traité de 1479. Le duc de Ferrare Ercole d'Este multiplie les provocations contre Venise. Une coalition se forme contre la République, celle-ci dépêche des émissaires au roi de France Charles VIII, lui suggérant d'envahir l'Italie et faire valoir ses droits légitimes sur Naples et que le duc d'Orléans réclame son héritage milanais ; ceux-ci ne donnent pas suite.
- 1483 : l'artiste italien Giovanni Bellini devient le peintre officiel de la république de Venise.
- 1484 : le duc de Ferrare est contraint de demander la paix, au mois d'août un traité est signé à Bagnolo di Po : Venise reprend la Polésine et s'installe sur les côtes du royaume de Naples, de prendre Bari à l’Aragon et d’achever la conquête du Frioul.
- 1485-1486 : dogat de Marco Barbarigo.
- 1485-1547 : vie de Sebastiano Luciani, dit « del Piombo »

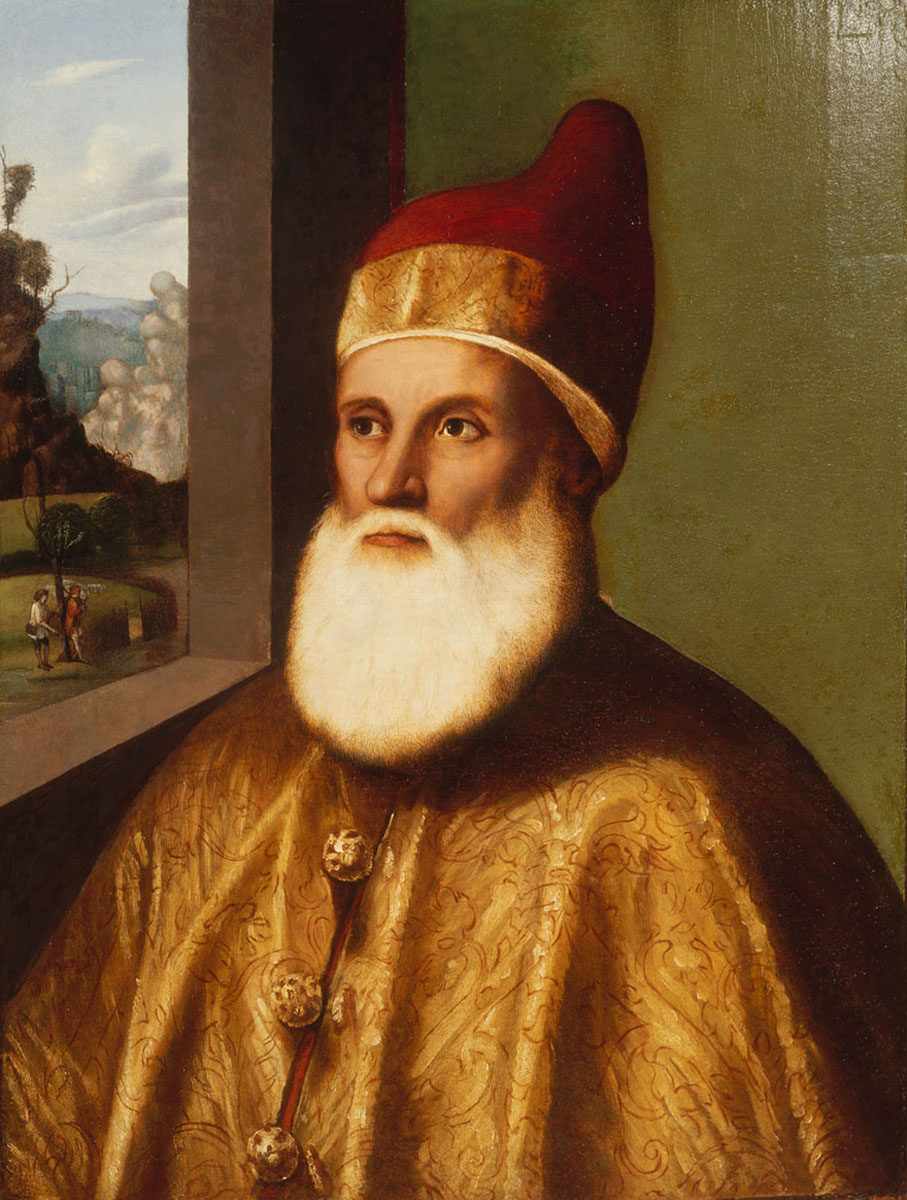
Le doge Agostin Barbarigo.

- 1486-1501 : dogat de Agostin Barbarigo.
- 1489 : annexion officielle de Chypre : la reine Catherine Cornaro abdique et remet l'île à Venise.
- 1490 : l'éditeur Aldo Manuzio (Aldus Manutius) ouvre son imprimerie, les presses aldines à Venise.
- 1490-1576 : vie de Tiziano Vecellio, dit « Titien »
- 1492 : le 12 octobre Christophe Colomb atteint le nouveau monde. Début du règne personnel de Charles VIII en France qui revendique le royaume de Naples.

### Les guerres d’Italie
- 1494 : début des guerres d'Italie (qui vont durer jusqu’en 1559). Charles VIII envahit l'Italie, il entre dans Pise, puis Florence et Rome. Luca Pacioli rédige la Summa de arithmetica, geometrica, proportione e proportionalita. Michel-Ange à Venise et à Bologne.
- 1495 : prise de Naples, Charles VIII est officiellement couronné le 12 mai (il porte le manteau impérial et les couronnes de France, Naples, Jérusalem et Constantinople). Le 31 mars, constitution de la ligue de Venise (république de Venise, le duché de Milan, les États pontificaux, le Saint-Empire romain germanique, et la Couronne d'Aragon) dont les forces attaquent l'armée française. Charles VIII ramène en France des artisans et artistes italiens, début de la Renaissance française. 1495 : Les œuvres d'Aristote paraissent en grec à Venise. Venise imprime un quart des livres publiés en Europe.
- 1498 : en France, mort de Charles VIII, avènement de son cousin Louis XII.
- 1499 : le 9 février, signature à Blois d'un traité d'alliance avec Venise et Florence. Le 12 août, grave défaite de la flotte vénitienne au large de Sapienza, des pirates turcs ravagent la côte dalmate jusqu'à l'Istrie ; ils deviennent plus menaçants dans le Frioul et en Lombardie, et s'emparent de ports vénitiens dans le Péloponnèse (guerre vénéto-ottomane (1499-1503)). Le 14 septembre, Louis XII attaque Ludovico Sforza, qui s'enfuit à Innsbruck et prend officiellement possession du duché de Milan.
- vers 1500-1509 : construction du palais Loredan Vendramin Calergi, par Mauro Codussi.
- 1500-1564 : vie de Domenico Campagnola.

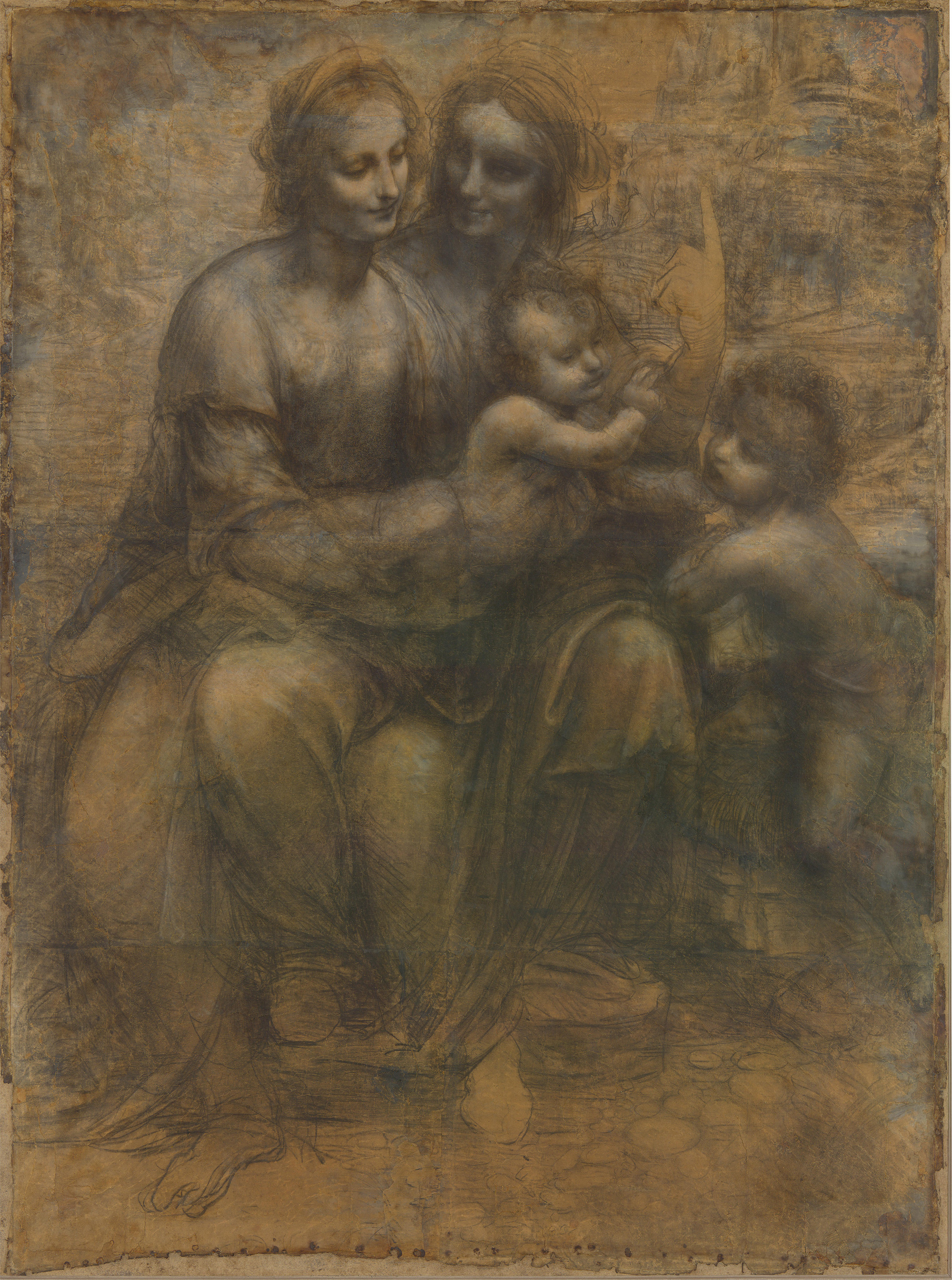
Léonard de Vinci, Carton de la Sainte-Anne.

- 1501 : Léonard de Vinci est à Venise. Il produit le Carton de la Sainte-Anne.
- 1501-1521 : dogat de Leonardo Loredano.
- 1503 : traité de paix avec les Ottomans qui conservent leurs conquêtes et contrôlent toute la côte du Péloponnèse. Conflit entre Venise et le nouveau pape Jules II (pontificat de 1503 à 1513) à propos de la Romagne.
- 1504 : Venise restitue au pape une partie des territoires litigieux.
- 1508 : l'armée de Maximilien pénètre dans les territoires de la République, mais face à la résistance, il doit accepter une trêve de 3 ans. Jules II œuvre toujours pour la destruction de l'empire de Venise. 10 décembre, Traité de Cambrai contre les Ottomans, dont une disposition prévoit la création de la Ligue de Cambrai regroupant Louis XII, l'empereur Maximilien et Ferdinand II d'Aragon, contre Venise.
- 1509 : explosion à l'Arsenal de Venise qui détruit une partie de la ville. Au mois de mars, le pape Jules II adhère à la Ligue de Cambrai, qui ouvre les hostilités le 1er avril. Le 15 avril, les soldats Français pénètrent en territoire vénitien, les troupes du doge sont battues à Agnadel, le 14 mai, par les Français. 27 avril, nouvelle excommunication de Venise. Les puissances de la Ligue de Cambrai s'emparent de tous les territoires qu'ils peuvent revendiquer, à l’exception du Frioul qui demeure fidèle à Venise. En juillet, Venise reprend Padoue et de nombreuses bourgades ; le 14 novembre, reprise de Vicence mais échec à Vérone, de nombreuses villes se déclarent pour la République. 29 décembre, Venise capitule et accepte toutes les conditions du pape qui sont drastiques.
- 1510 : 24 février, après négociations et accord, le pape lui accorde l'absolution. Nouvelle offensive française au printemps. Pendant toutes ces années de conflits, l'explosion de la Renaissance ne s'interrompt pas et Venise devient un des centres intellectuels et culturels de l'Italie. Le pape fait volte-face et change de politique : ayant réglé ses comptes avec la Sérénissime, il pousse Maximilien contre la France. Venise reprend une grande partie de la Vénétie. * 1511 : Les Français infligent d'importantes défaites au pape et à ses alliés. Le 4 octobre, Jules II constitue la Sainte Ligue contre la France.
- 1512 : 11 avril, bataille de Ravenne. Défaite des troupes pontificales qui laissent 10 000 morts et contre-offensive de Jules II, avec le renfort de 18 000 soldats suisses, qui récupère ses territoires perdus. Perte de l'Italie pour les Français.
- 1513 : le 21 février, mort de Jules II et élection au pontificat de Giovanni de Médicis, sous le nom de Léon X (jusqu’en 1521). Le 14 mars, Venise quitte la Sainte Ligue et se rapproche de la France, pour une alliance de défense mutuelle.
- 1515 : le 25 janvier, sacre à Reims de François Ier qui prend officiellement le titre de duc de Milan et confirme le traité avec Venise. Le 14 septembre, victoire du roi de France sur les Suisses, alliés du pape à la Bataille de Marignan avec l'aide de l'armée vénitienne. C'est le dernier évènement d'importance de la guerre déclenchée par la Ligue de Cambrai.

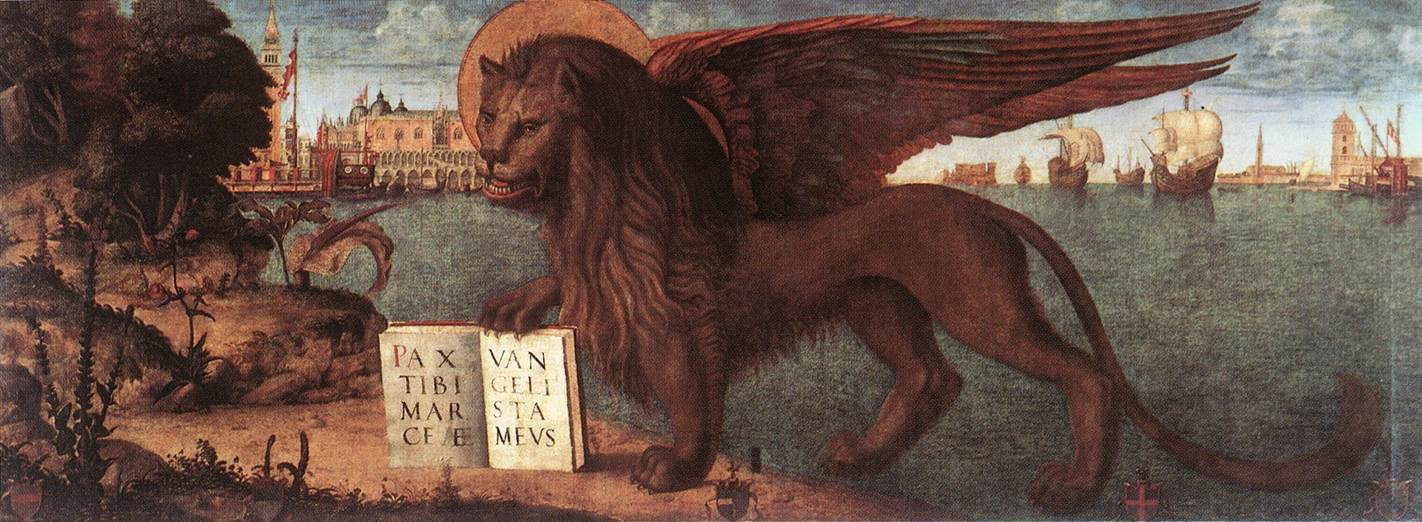
En 1516, Vittore Carpaccio peint le Lion de Saint-Marc, emblème de l'État vénitien.

- 1516 : Charles Ier d'Espagne (futur Charles Quint) signe la paix avec François Ier, cet accord restitue à Venise la quasi-totalité de ses territoires en Italie du nord. Après huit ans de guerre, la République retrouve sa prédominance politique, mais non sa puissance économique. Création du ghetto : les Juifs sont contraints par le sénat de vivre dans une île au nord de la ville.
- 1517-1592 : vie de Jacopo da Ponte, dit « Bassano ».
- 1518 : une trêve de cinq ans est conclue entre l'empire et la République. Naissance à Venise du peintre italien Jacopo Robusti, dit Le Tintoret.
- 1518-1594 : vie de Jacopo Robusti, dit « il Tintoretto » (Le Tintoret).
- 1519 : mort de Maximilien de Habsbourg, avènement de Charles Quint, le 26 juin.
- 1520-1563 : vie de Andrea Schiavone (Schiavone signifie « Slave »).
- 1521-1523 : dogat de Antonio Grimani.
- 1521 : Venise refuse aux ambassadeurs de Charles Quint, la permission de traverser ses territoires, au nom de son alliance avec la France. Une armée composée de troupes papales et impériales déferlent sur la Lombardie et prend Milan (le 19 novembre), Lodi, Parme, Pavie et Plaisance.
- 1523-1538 : dogat de Andrea Gritti, polyglotte et diplomate.
- 1523 : signature le 29 juillet du traité de Worms avec Charles Quint : Venise conserve ses territoires au prix de 200 000 ducats payables en 8 ans.

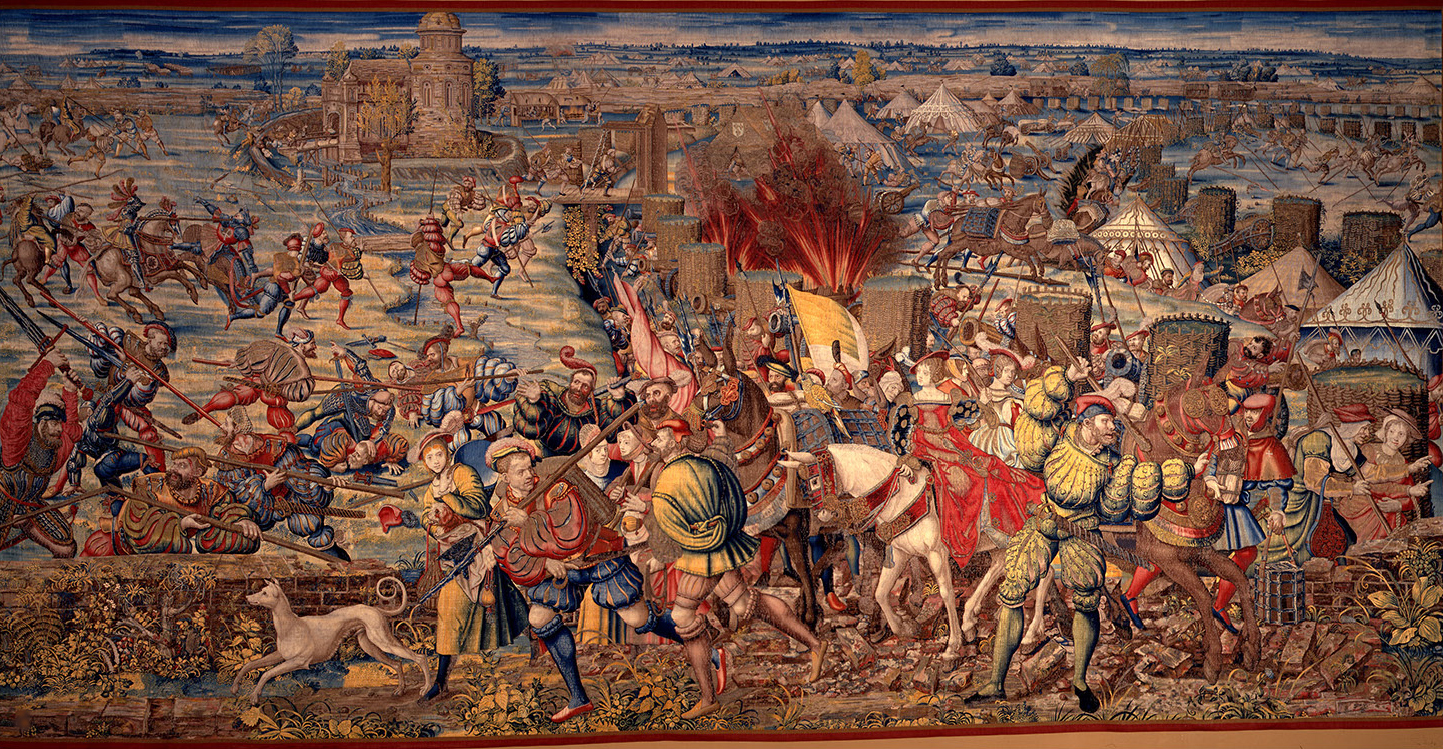
Bataille de Pavie, tapisserie du XVIe siècle.

- 1525 : bataille de Pavie, capture du roi de France, François Ier.
- 1526 : le 29 août, défaite de la Hongrie à la bataille de Mohács par les troupes de Soliman le Magnifique : les Ottomans s'emparent de la Hongrie centrale tandis qu'à l'Ouest la « Hongrie royale » échoit aux Habsbourg et à l'Est la principauté de Transylvanie est érigée en « royaume de Hongrie orientale ». La Hongrie n'est plus une menace, mais l'Empire ottoman l'est de plus en plus.
- 1527 : le 6 mai, prise et sac de Rome par les troupes de Charles Quint.
- 1527-1540 : activité et résidence à Venise de l'architecte Sebastiano Serlio (1475-1554).
- 1527-1570 : activité et résidence à Venise de l'architecte Jacopo Sansovino (1486-1570).
- 1528-1588 : vie de Paolo Caliari, dit « Véronèse ».
- 1537 : les Ottomans menacent l'île vénitienne de Corfou : après un siège de 3 semaines, ils doivent se retirer. La flotte de Khayr ad-Din Barberousse s'empare de ports et d'îles appartenant à Venise (Nauplie, Malvoisie, Skiros, Patmos, Égine, Ios, Paros, Astipalea, etc). Début de la construction de la Biblioteca Marciana sur la place Saint-Marc, par Jacopo Sansovino.
- 1538-1545 : dogat de Pietro Lando.
- 1540-1562 : construction du Palazzo Grimani par Michele Sanmicheli et Giangiacomo Grigi.
- 1541-1614 : vie de Domenico Theotokopoulos, dit « le Greco ».
- 1544-1628 : vie de Jacopo Negretti, dit « Palma le Jeune ».
- 1545-1553 : dogat de Francesco Donato.
- 1545 : une flotte d'une cinquantaine de vaisseaux est coulée par la tempête en mer Adriatique : trois bateaux vénitiens emportent au fond de la mer 100 000 ducats. Le Concile de Trente définit l'attitude de l'Église romaine face à la Réforme. Venise réussit à ne pas se laisser entrainer dans les guerres de Religion, ni aucun autre conflit.

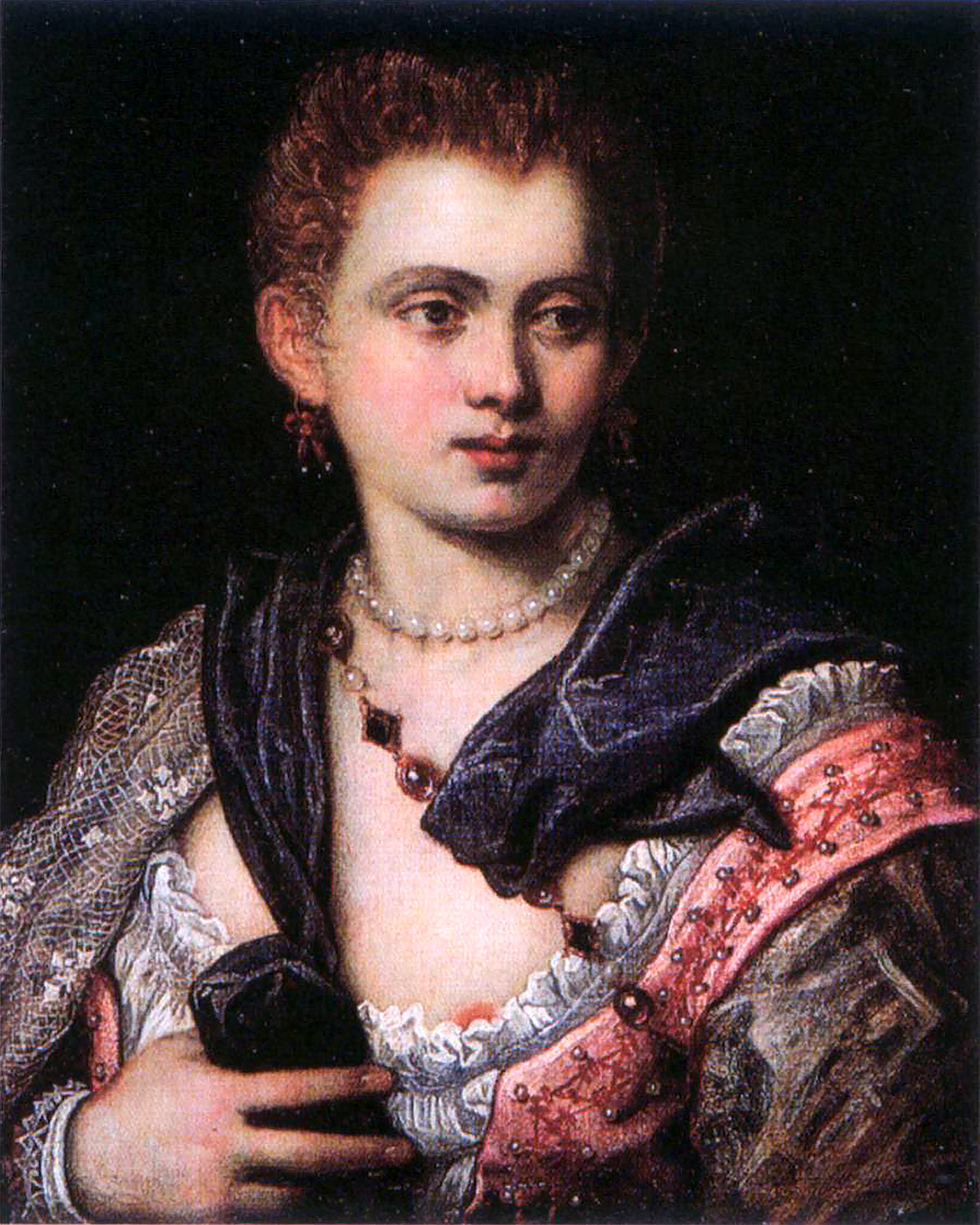
Veronica Franco par Le Tintoret.

- 1546-1591 : vie de Veronica Franco, célèbre poétesse et courtisane (elle fut notamment la maîtresse du roi Henri III de France).
- 1550 : expulsion des Marranes de la ville.
- 1553-1554 : dogat de Marcantonio Trivisano.
- 1554-1556 : dogat de Francesco Veniero.
- 1556-1559 : dogat de Lorenzo Priuli.
- 1559-1567 : dogat de Giorolamo Priuli.
- 1559 : le 5 avril, second traité de Cateau-Cambrésis entre Henri II de France et Philippe II d'Espagne ; fin des guerres d'Italie. L'Italie est dominée par l'Espagne, exception faite de Venise, Gênes et les États de Savoie.
- 1560-1635 : vie de Domenico Tintoretto (fils du Tintoret).

### Fin de la suprématie maritime
- 1565 : Soliman attaque l'île de Malte, tenue par les Hospitaliers de l'ordre de Saint-Jean de Jérusalem. Compte tenu de l'éloignement, c'est une véritable armada militaire et d'approvisionnement qui doit cependant lever le siège et rembarquer, en octobre.
- 1566 : début de la construction de la basilique San Giorgio Maggiore par Andrea Palladio. Mort de Soliman, avènement de Selim II surnommé l'Ivrogne, qui règne jusqu'en 1574.
- 1567-1570 : dogat de Pietro Loredano.
- 1568 : les cafés se multiplient à Venise.
- 1569 : explosion à l'Arsenal de Venise, nouvel incendie.
- 1570-1577 : dogat de Alvise Ier Mocenigo.
- 1570-1596 : vie de Caletto Caliari (fils de Véronèse).
- 1570 : un ambassadeur du sultan arrive à Venise, porteur d'un ultimatum réclamant la restitution de Chypre. Préparatifs de guerre, les autres nations chrétiennes répondent avec tiédeur. Une expédition laborieuse est entreprise. Septembre : débarquement des Ottomans à Chypre, prise de Nicosie. L'expédition chrétienne rebrousse chemin sans avoir vu l'ennemi. Venise perd Chypre après 18 ans de contrôle. Le sac de Nicosie procure aux Ottomans le plus riche butin depuis la prise de Constantinople, plus d'un siècle auparavant.

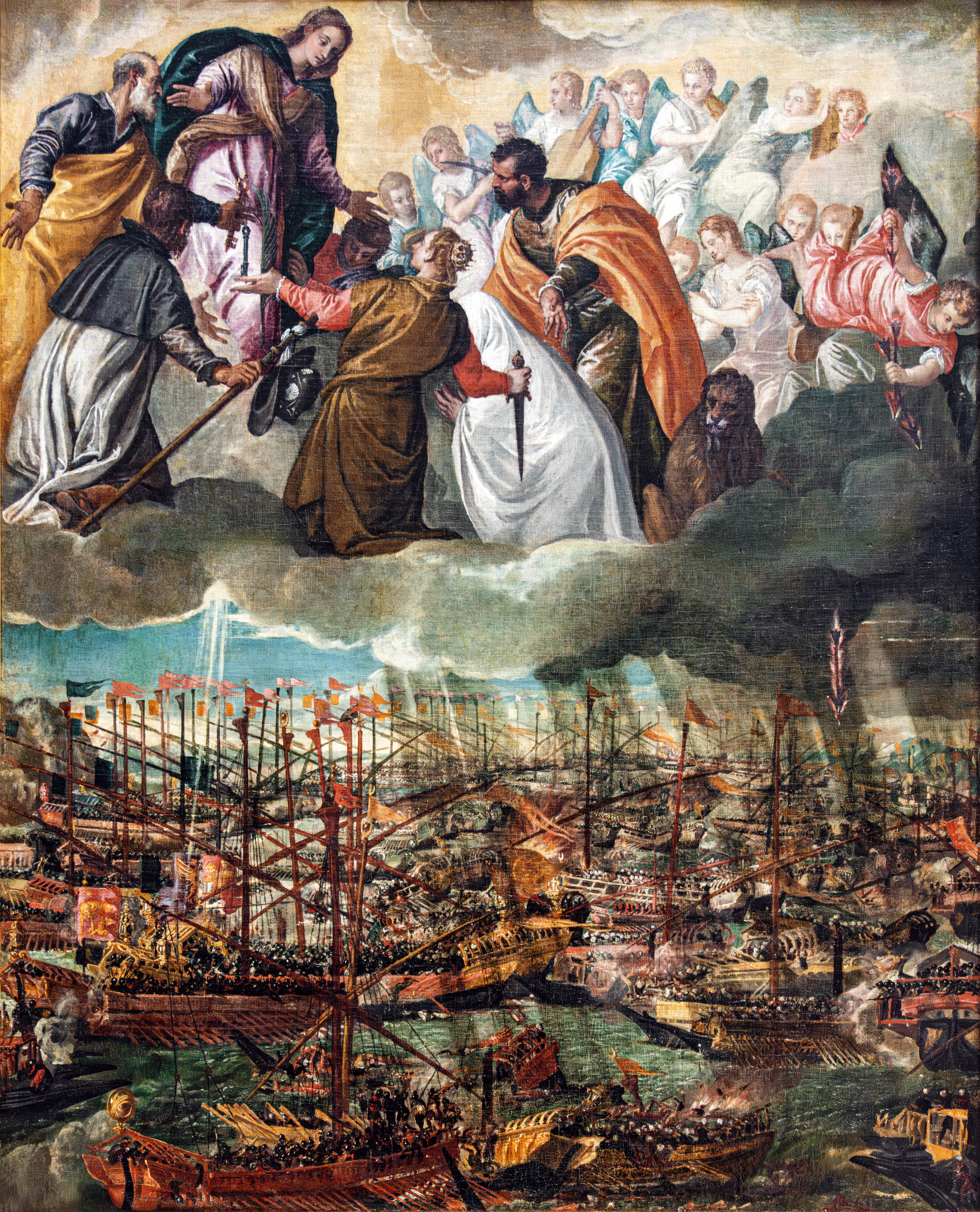
La bataille de Lépante, par Véronèse.

- 1571 : le 19 mai, organisation de la « Sainte Ligue » contre les Turcs, qui regroupe (Naples, la Sicile, Gênes, Venise, les Hospitaliers, le Saint-Siège et l'Espagne. Le 4 octobre, prise de la citadelle de Famagouste et massacre de la garnison vénitienne ; les Ottomans sont maîtres de Chypre. Le 7 octobre, bataille de Lépante. les Ottomans d'Ali Pacha sont défaits par la flotte alliée des Vénitiens, des Espagnols, des Hospitaliers et de la papauté dirigée par Don Juan d'Autriche. C'est la fin de la puissance maritime ottomane en Europe.
- 1572 : nouvelle expédition des chrétiens, la flotte se rassemble à Corfou, ravagée l’année précédente par la cavalerie turque, et fait voile au sud, mais en octobre elle renonce à chercher l'ennemi.
- 1573 : abandonnée par ses alliés, Venise signe le 7 mars un traité avec le sultan de l'Empire ottoman par lequel elle s'engage à payer 100 000 ducats pendant trois ans et renonce à ses revendications sur Chypre.
- 1574 : en juillet, visite du roi de France Henri III, il est reçu pendant une semaine de façon somptueuse.
- 1575 : pendant trois ans, Venise subit une terrible épidémie de peste bubonique et devient une ville fantôme. On dénombre 51 000 morts sur une population estimée de 175 000 habitants.
- 1577-1578 : dogat de Sebastiano Veniero.
- 1577 : le 20 décembre, grave incendie au palais des Doges où sont détruites de nombreuses œuvres d’art, signées notamment de Titien, Le Tintoret, Paul Véronèse. En 8 mois le palais est reconstruit à l'identique.
- 1578-1585 : dogat de Nicolò da Ponte.
- 1582 : diminution des pouvoirs du Conseil des Dix.
- 1585-1595 : dogat de Pasqual Cicogna.
- 1586 : la banque de Venise, le Rialto, est fondée.
- 1589 : à Venise, Le Paradis (25 m x 10 m) du Palais des Doges est peint par Le Tintoret.
- 1592 : Le Tintoret commence la Cène à San Giorgio Maggiore à Venise.
- 1595-1606 : dogat de Marino Grimani.
- 1605 : crise avec le nouveau pape Paul V (pontificat jusqu’en 1621), querelle théologique et territoriale.
- 1606-1612 : dogat de Leonardo Donato.
- 1606 : Leonardo Dona bannit de la République les Jésuites, les Théatins et les Capucins, qui se sont déclarés pour le pape. Ce conflit soulève l'intérêt de toute l'Europe. Le 17 avril, nouvel interdit et nouvelle excommunication (la quatrième) de la ville. Henri IV fait office de médiateur, Venise maintient fermement sa position, le pape doit céder. L'autorité de la papauté sur l'Europe catholique est fortement ébranlée. Absolution de la République.
- 1609 : Galilée présente au Sénat de Venise la première lunette astronomique. La démonstration a lieu depuis le campanile de Saint Marc.
- 1610 : instauration de relations amicales avec Amsterdam.
- 1612-1615 : dogat de Marcantonio Memmo.
- 1615-1618 : dogat de Giovanni Bembo.
- 1618 : dogat de Nicolò Donato.
- 1618-1623 : dogat de Antonio Priuli.
- 1618 : conspiration espagnole. Des rumeurs circulent selon lesquelles l'ambassadeur d'Espagne trame un complot contre la République. Le complot est bien réel et vise à remettre la ville au gouverneur espagnol de Milan. Un Français Balthasar Juven (neveu du maréchal Lesdiguieres) pro-vénitien est fortuitement infiltré dans la conspiration et la dénonce aux autorités. Quelque 300 complices sont arrêtés et liquidés par le Conseil des Dix.
- 1618-1648 : guerre de Trente Ans.
- 1619 : fondation de la banque d'État de Venise.
- 1623-1624 : dogat de Francesco Contarini.
- 1624-1630 : dogat de Giovanni Ier Cornaro.
- 1624 : Richelieu qui vient d’accéder au pouvoir en France, enlève au pape la vallée de la Valteline (frontière nord-ouest de Venise) avec un important soutien vénitien.
- 1627 : élection au Conseil des Dix de Renier Zen, un réformateur zélé. Il commence par s'en prendre au doge Giovanni Cornaro et sa famille pour des infractions mineures, mais cela provoque un esclandre. Le 30 décembre, Zen est agressé et grièvement blessé, les soupçons qui se transforment en certitudes se portent sur le fils du doge, Giorgio Corner et deux parents ; enfuis à Ferrare, ils sont condamnés à l'exil (7 janvier 1628).
- 1628 : Zen, remis de ses blessures, poursuit la lutte contre la corruption et la famille du doge. Le 23 juillet, le Conseil des Dix, moins Zen, décide de son arrestation. il est condamné à 10 ans d'exil et part le lendemain ; impopularité des Dix. Un comité de cinq correcteurs est nommé pour rédiger un rapport sur les attributions des Dix et sur les membres et collaborateurs des différents conseils de l'État ; finalement, on procède à quelques réformes administratives, mais l'autorité des Dix est confirmée. L'exil de Zen est déclaré illégal, il rentre le 19 septembre.
- 1630-1631 : dogat de Nicolò Contarini.
- 1630 : guerre de Succession de Mantoue, une armée composée de Vénitiens, de Mantouans et de quelques Français est défaite à Valeggio (25 mai) par les impériaux qui prennent Mantoue. Mais Richelieu gagne la guerre 300 km à l'ouest, la paix est signée à Cherasco (traité de Cherasco) dans le Piémont par l'empereur Ferdinand, le 6 mai 1631. Une épidémie de peste à Venise fait 46 500 morts.
- 1631 : le sculpteur et architecte Baldassare Longhena commence la construction de l'église de la Salute à Venise →1687.
- 1631-1645 : dogat de Francesco Erizzo, la paix va régner pendant 12 ans et Venise réussit à ne pas être impliquée dans la guerre de Trente Ans qui se poursuit.
- 1637 : ouverture de la première salle d'opéra, le Teatro San Cassiano, à Venise.
- 1643 : le pape envoie une armée occuper le duché de Parme obligeant Venise à intervenir avec la Toscane et Modène ; moins d'un an plus tard la paix est signée à Ferrare.
- 1644 : les Hospitaliers de l'ordre de Saint-Jean de Jérusalem capturent un riche galion turc emmenant des pèlerins à La Mecque. Ils tentent de débarquer en Crète, refus du gouverneur vénitien, ils regagnent Malte.
- 1645 : guerre de Candie : attaque turque contre la Crète, débarquement de 50 000 soldats le 25 juillet. L'ile est la première colonie outre-mer de Venise depuis le partage de l'empire Byzantin. La Canée capitule le 22 août. La flotte vénitienne de secours est empêchée de débarquer par les tempêtes d'équinoxe.
- 1646-1655 : dogat de Francesco Molino ; Venise prépare activement la guerre, mais ses appels au secours dans toute l'Europe restent sans réponse.
- 1647 : début du siège de la capitale Candie qui va durer 22 ans, de même que la guerre sur mer.
- 1652 : 19 février, Pietro Ottoboni (futur pape Alexandre VIII) est nommé cardinal.
- 1655-1656 : dogat de Carlo Contarini.
- 1656 : dogat de Francesco Cornaro.
- 1656-1658 : dogat de Bertuccio Valiero.
- 1658-1659 : dogat de Giovanni Pesaro.
- 1659-1734 : vie de Sebastiano Ricci, artiste-peintre.
- 1659-1674 : dogat de Domenico II Contarini.
- 1660 : la France envoie 4 000 soldats et l'empereur 2 000 à l'aide de Venise dans le conflit pour la Crète, mais c'est insuffisant et tardif. Venise et l'empire viennent de signer un traité d'alliance.
- 1669 : Louis XIV renvoie 6 000 hommes et 42 navires qui combattent sous la bannière du pape pour dissimuler son double jeu à ses alliés ottomans, mais le 21 août la flotte française et les alliés lèvent l'ancre pour le retour. Le 6 septembre, signature d'un traité entre le chef militaire vénitien Morosini et le grand vizir Ahmed Köprülü : les Vénitiens sont vaincus mais peuvent partir librement et conserver quelques iles au nord-ouest de la Crète (27 septembre) ; après 465 ans d'occupation et 22 de siège, Venise perd la Crète, sa dernière possession importante hors de l'Adriatique mais aussi sa présence en Méditerranée orientale.
- 1674-1676 : dogat de Nicolò Sagredo.
- 1675-1741 : vie de Gian Antonio Guardi, artiste peintre.
- 1675 : après la chute de Candie, Venise connaît 15 ans de paix, qu'elle met à profit pour remettre de l'ordre dans ses affaires et restaurer ses finances. En 1675, elle est en pleine renaissance économique.
- 1676-1683 : dogat de Luigi Contarini.
- 1678-1741 : vie d'Antonio Vivaldi, violoniste et compositeur
- 1683-1688 : dogat de Marcantonio Giustinian.
- 1683-1754 : vie de Gian Battista Piazzetta, artiste-peintre.
- 1683 : 12 septembre, bataille de Kahlenberg, pendant le second siège de Vienne les chrétiens défont les Ottomans qui doivent lever le siège ; début du déclin de la pression turque en Europe.
- 1684 : guerre de Morée: Venise rejoint la Sainte Ligue formée par le Pape Innocent XI et composée du Saint-Empire, de la Pologne et de Malte. En juillet, Morosini prend le commandement d'une expédition de 68 navires de combat. Le 6 août, il prend l'île de Leucade, sur tous les fronts les armées du sultan reculent.
- 1685 : au mois d’août, Morosini reprend la citadelle de Coron ; début de la reconquête de la Morée (le Péloponnèse) par la coalition, suivent Modon, Navarin, Argos, Nauplie, Lépante, Patras et Corinthe ; puis il entame le siège d'Athènes (le 26 septembre 1687 un coup de mortier endommage le Parthénon, transformé en dépôt de munitions).
- 1688-1694 : dogat de Francesco Morosini ; à la tête d'une flotte de 200 bâtiments, il se dirige vers Négrepont, mais échoue à cause d'une épidémie et d'une mutinerie, fin de l'expédition en 1690.
- 1689-1691 : pontificat du vénitien Pierre Ottoboni, sous le nom d’Alexandre VIII.
- 1689-1767 : vie de Gaspare Diziani, artiste-peintre.
- 1693 : nouvelle expédition de Morosini contre les Turcs, succès modestes, il meurt le 6 janvier 1694.
- 1694-1700 : dogat de Silvestro Valiero.

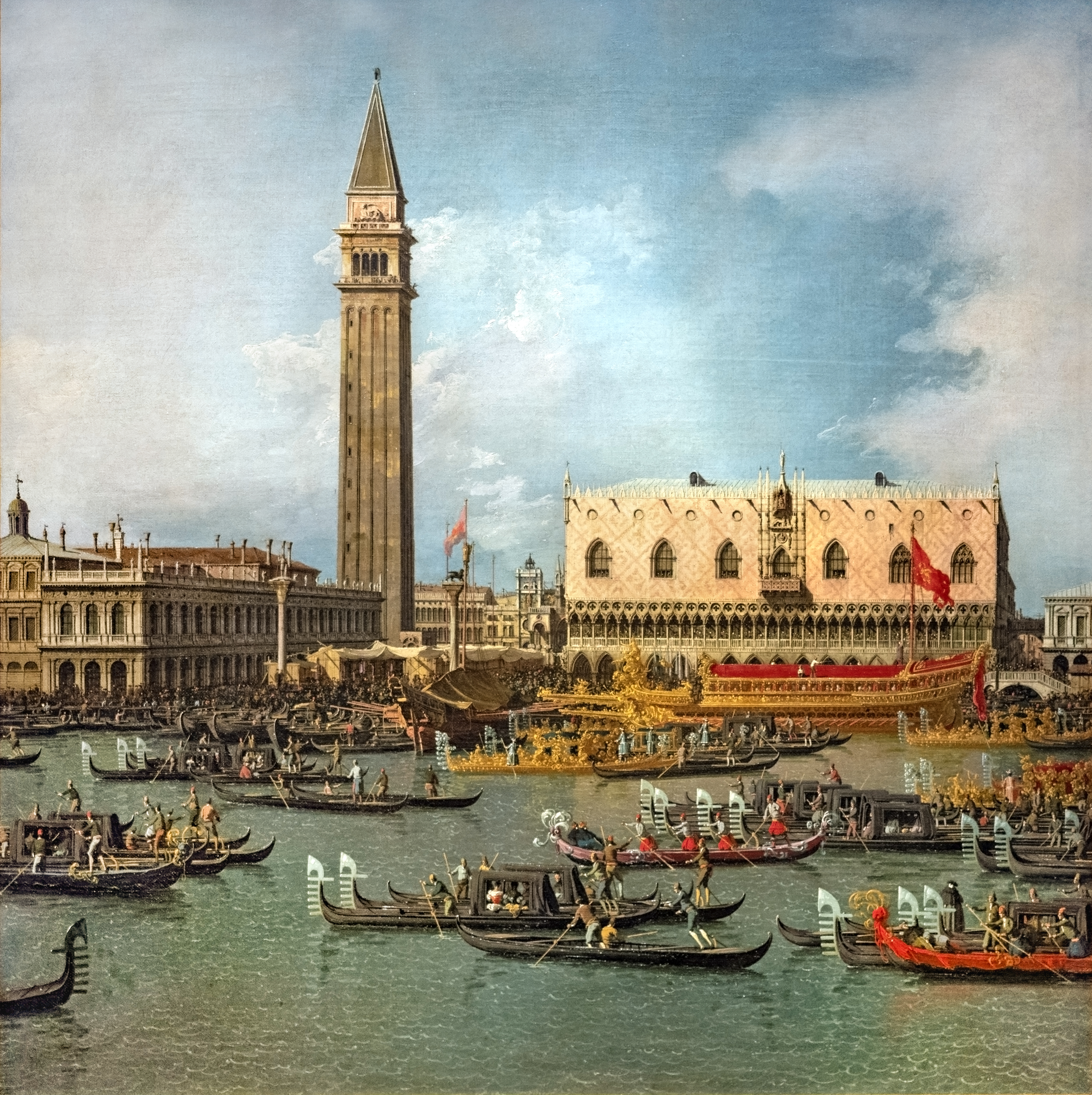
Canaletto : Le Bucentore sur le Môle, le jour de l’Ascension.

- 1694 : en septembre, le  commandant suprême Antonio Zen reprend l'île de Chios.
- 1695 : 20 février, reprise de Chios par les Ottomans, après six mois d’occupation vénitienne. Molin, successeurs de Zen, engrange les victoires sur mer jusqu'en 1698, qui rendent à Venise le contrôle effectif de la mer Égée.
- 1696-1770 : vie de Giambattista Tiepolo, artiste-peintre.
- 1697-1768 : vie de Giovanni Antonio Canal, dit « Canaletto », artiste-peintre.
- 1699 : en janvier, signature du traité de Karlowitz : le recul des Ottomans sur tous les fronts ces dernières années les contraint à faire la paix avec les membres de la Sainte Ligue ; Venise récupère la Morée et la Dalmatie.
- 1699-1761 : vie de Gianantonio Guardi, artiste-peintre.
- 1700-1709 : dogat de Alvise II Mocenigo.

### Le siècle des Lumières et la fin de la République indépendante et souveraine
- 1702-1714 : guerre de Succession d'Espagne, approchée par les deux partis, Venise opte pour une neutralité armée, mais la terra firma n'est qu'un champ de bataille.
- 1702-1785 : vie de Pietro Longhi, artiste-peintre.
- 1709-1722 : dogat de Giovanni II Cornaro.
- 1709 : visite du roi du Danemark Frédéric IV.
- 1711 : conclusion d’une alliance militaire avec la Russie et le Monténégro contre une éventuelle attaque turque.

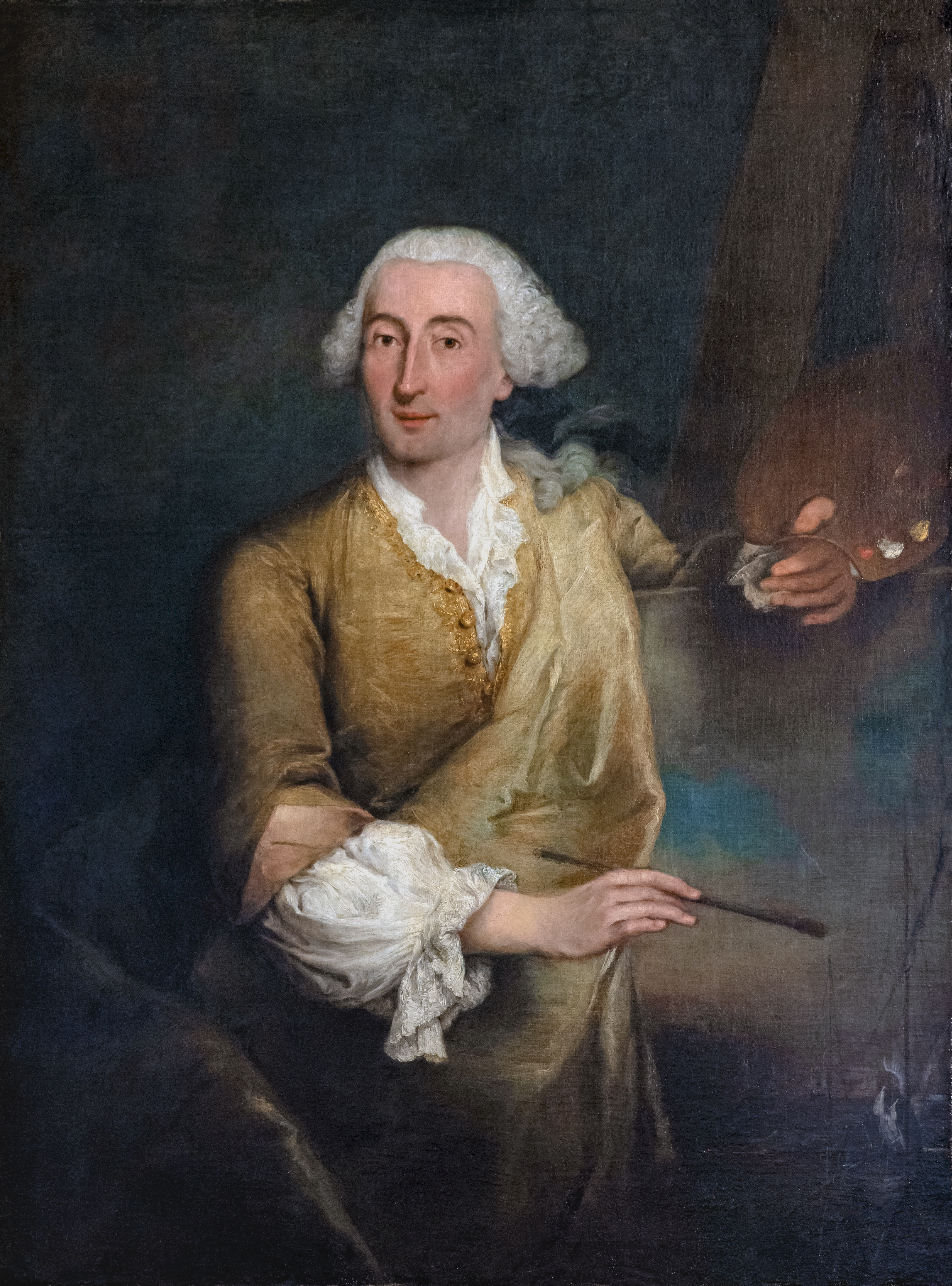
Francesco Guardi, peint par Pietro Longhi, 1764, Venise, Ca' Rezzonico.

- 1712-1793 : vie de Francesco Guardi, artiste-peintre.
- 1715 : les Ottomans reprennent la Morée et les dernières possessions de Venise en Crète, la guerre se poursuit jusqu’en 1718.
- 1716 : le grand vizir s'attaque à la citadelle de Corfou mais les assiégés mettent les Ottomans en déroute.
- 1717 : Venise inflige successivement deux défaites importantes à la marine turque : dans les Dardanelles et au large du cap Mapatan (Ténare), ce qui contraint les Ottomans à demander la paix.
- 1718 : 21 juin, Traité de Passarowitz qui fixe définitivement les frontières de la République et lui donne la paix pour la majeure partie du siècle. La Dalmatie, l’Albanie et la Herzégovine passent sous son contrôle, mais elle perd définitivement la Morée. Après la paix de Passarowitz, Venise connait une longue période de prospérité commerciale et une croissance économique exceptionnelle, cependant elle disparait de la scène internationale. Elle est le passage obligé du tour d'Europe qu'accomplissent les jeunes aristocrates. C'est l'époque du grand carnaval masqué, de Canaletto, Guardi, Longhi, Tiepolo, Vivaldi, Galuppi, Albinoni, Marcello.
- 1721-1780 : Bernardo Bellotto, artiste-peintre.
- 1722-1732 : dogat de Sebastiano Mocenigo.
- 1725-1798 : vie de Giacomo Casanova.
- 1727-1804 : vie de Giovanni Domenico Tiepolo, artiste-peintre.
- 1732-1735 : dogat de Carlo Ruzzini.
- 1733-1738 : guerre de Succession de Pologne, Venise réussit à conserver une stricte neutralité et à ne pas prendre parti. La ville s’adonne au plaisir, et néglige sa flotte de guerre, jadis si puissante. La construction navale est dépassée, l'Arsenal de Venise n'évolue plus.
- 1735-1741 : dogat de Alvise Pisani.
- 1736 : Venise avait perdu la maitrise le l'Adriatique, un sursaut se produit sous le règne de Alvise Pisani, et durant les 30 dernières années de son existence, elle réussit à doubler son tonnage et connait une croissance importante du commerce de transit. Refus de faire siéger la noblesse de la Terra Firma au Grand-Conseil.
- 1739 : perte des possessions dans le Péloponnèse.
- 1741-1752 : dogat de Pietro Grimani.
- 1748-1772 : construction du Palazzo Grassi, par Giorgio Massari.
- 1752-1762 : dogat de Francesco Loredano.
- 1755 : l'aventurier Casanova est arrêté à Venise pour sorcellerie.
- 1758 : le Vénitien Carlo della Torre Rezzonico devient pape sous le nom de Clément XIII, son pontificat dure jusqu’en 1769.
- 1762-1763 : dogat de Marco Foscarini.
- 1763-1778 : dogat de Alvise Giovanni Mocenigo.
- 1767 : Venise supprime 127 monastères et couvents pour vendre leurs biens au profit de l'État ; le Trésor s'enrichit de 3 millions de ducats, la population monastique chute de 5 798 à 3 270.
- 1768–1786 : le commandant Angelo Emo livre une guerre intermittente au bey de Tunis pour libérer la Méditerranée des pirates, basés sur les côtes d’Afrique du Nord.
- 1770-1780 : le port connaît une période d’activité commerciale maximum.
- 1774 : dans le but de restaurer la moralité, le Grand Conseil décrète la fermeture du casino et l'interdiction des jeux de hasard dans la ville et les provinces.
- 1779-1789 : dogat de Paolo Renier. Il s’emploie à enrayer le déclin de la République qui devient de plus en plus difficile à gouverner (rivalités de partis). Il déclare que la seule puissance de Venise repose désormais sur la prudence
- 1782 : visite du grand-duc héréditaire de Russie, le futur tsar Paul Ier, et du pape Pie VI.
- 1789 : 9 mai, élection du dernier doge Ludovico Manin, son dogat dure jusqu’en 1797.
- 1792 : Venise refuse de se joindre à une ligue des princes italiens face à la menace jacobine et reste neutre face à la Révolution française.
- 1793 : 21 janvier, à Paris exécution de Louis XVI, la République maintient ses relations diplomatiques avec la France (le représentant français est autorisé à hisser le drapeau républicain sur son palais) et refuse toujours de se liguer.
- 1796 : sous la pression française, Louis XVIII (autoproclamé)  en exil à Vérone est prié de s'en aller. Le 8 mai, Bonaparte franchit le Pô et le 15, fait son entrée officielle à Milan : la Lombardie est sous son contrôle, à l’exception de Mantoue. Seule la Vénétie le sépare de l'Autriche. Entrevue entre Bonaparte et le responsable Vénitien de Créma : il reproche aux Vénitiens d'avoir laissé les Autrichiens traverser leur territoire. Venise refuse (à trois reprises) un traité d'alliance avec la France. Cette décision suicidaire avive l'antipathie de Bonaparte.
- 1797 : le 2 février, chute de Mantoue dernier poste avancé Autrichien en Italie ; 6 semaines plus tard, Bonaparte franchit le col du Brenner et pénètre en territoire impérial. Révolte de Vérone contre les Français (Pâques véronaises) dont 400 sont faits prisonniers ; la réaction de Bonaparte est sévère : il réclame une indemnité de 120 000 ducats, la ville est systématiquement dépouillée de toutes ses œuvres d'art, ainsi que de l'argent des églises et de tous les chevaux. Le 18 avril, armistice de Leoben qui prévoit notamment le démantèlement des territoires de Venise (confirmation par le Traité de Campo-Formio). Le 30 avril, les Français arrivent sur les rives de la lagune et installent des canons à portée de tir de la ville. Le 9 mai, ultimatum de Bonaparte que le Grand Conseil discute le 12, alors qu'une fusillade fortuite sème la panique. Le doge proclame le résultat du vote : 512 voix en faveur de la résolution, 20 contre et 5 abstentions : la république de Venise n'existe plus. Première occupation de la Sérénissime par des troupes étrangères depuis le début de son histoire ; un Arbre de la liberté est dressé sur la Piazza, mais Bonaparte n'entre pas dans la ville.

### Venise occupée par les puissances étrangères
- 1798 : 18 janvier, les Autrichiens prennent officiellement possession de la cité et forment la province de Venise.
- 1805 : après Austerlitz, Napoléon Ier récupère la cité et l'incorpore à son nouveau royaume italien.
- 1815 : le congrès de Vienne rend Venise aux Habsbourg, qui forment le royaume de Lombardie-Vénétie. Venise devient jusqu'au milieu du siècle la principale base navale de la marine austro-hongroise.
- 1846 : construction par les Autrichiens d'un pont ferroviaire entre Venise et le continent.
- 1848 : la république de Saint-Marc est proclamée au cours de la première guerre d'indépendance italienne ; la ville, bombardée, doit se rendre en 1849 après un long siège. L'activité maritime décline au profit des ports d'Istrie, Trieste et Pola.
- 1851 : 11 mars, première représentation à Venise de l'opéra Rigoletto de Giuseppe Verdi.
- 1853 : 6 mars, création à La Fenice de La traviata de Verdi
- 1866 : guerre entre l'Autriche et l'Italie qui y gagne Venise, intégrée au royaume d'Italie unifié.